# Kriegsverbrechen im Russisch-Ukrainischen Krieg

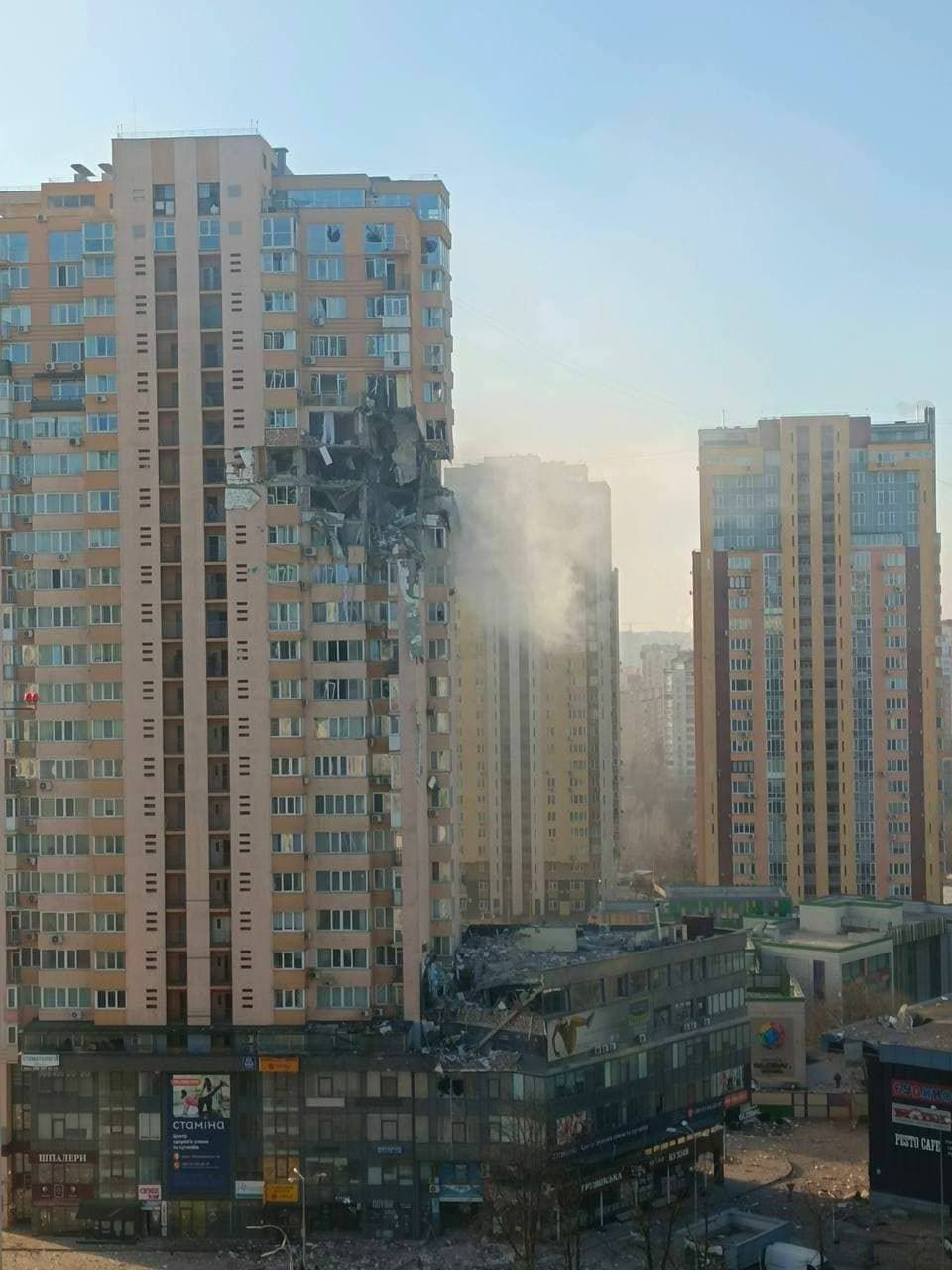
Schäden in einem Wohngebiet in Kiew durch Beschuss mit Raketen während des russischen Überfalls auf die Ukraine 2022

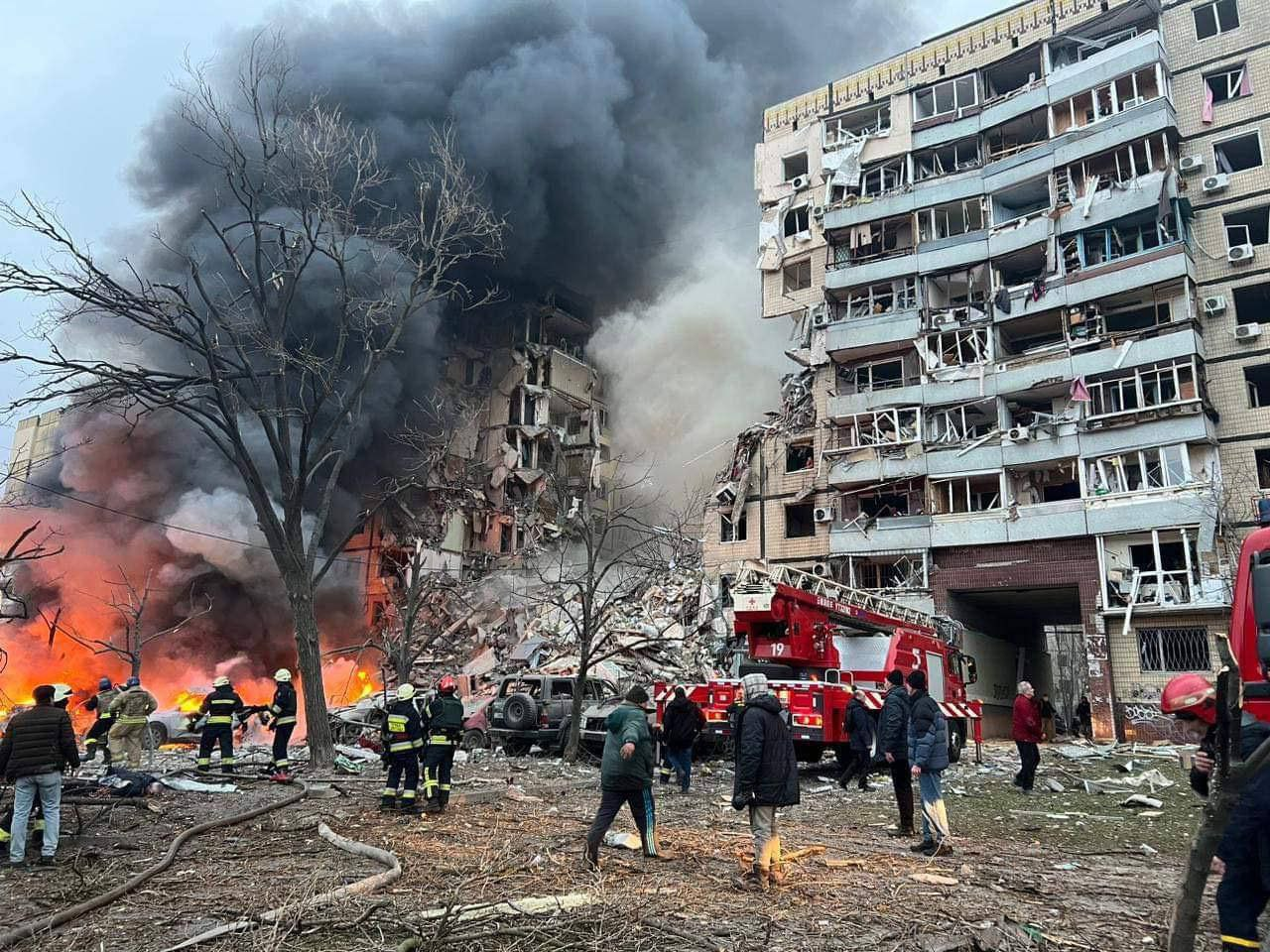
Zerstörtes Wohngebäude nach einem russischen Raketenangriff auf Dnipro am 14. Januar 2023, bei dem mindestens 40 Bewohner getötet wurden

Im Russisch-Ukrainischen Krieg ab 2014 wurden überwiegend durch Angehörige der Streitkräfte Russlands nach dem Stocken des russischen Überfalls vom 24. Februar 2022 Kriegsverbrechen begangen. Es gibt auch Vorwürfe, dass Russland einen Völkermord begeht.

## In der Anfangsphase des Konfliktes
In seiner Anfangsphase wurde der Konflikt außerhalb der Ukraine noch nicht mehrheitlich als offener Krieg über eine Grenze hinweg empfunden, aber es wurden früh vielfältige problematische Situationen in Bezug auf Menschenrechte aufgezeigt.

### Frühling und Sommer 2014
Im April 2014 wurde vom UN-Hochkommissariat für Menschenrechte (UNHCHR) ein erster Bericht zur Situation der Menschenrechte in der Ukraine veröffentlicht. Die UN-Behörde erklärte, dass es entgegen russischen Behauptungen keine systematischen Repressionen und Übergriffe gegen die ethnisch russische Bevölkerung im Osten der Ukraine gebe, wohl aber einzelne Angriffe. Navanethem Pillay, die Hochkommissarin für Menschenrechte, forderte die Kiewer Regierung auf, die Minderheiten zu respektieren und „für deren gleichberechtigte Teilnahme am politischen Leben einzutreten“ sowie das Schüren von Hass zwischen den Bevölkerungsgruppen nicht zu dulden. Russland habe jedoch die Berichte darüber aufgebauscht, „um ein Klima der Angst und Unsicherheit zu erzeugen“. Zwei Tage später wurde der ukrainische Lokalpolitiker Wolodymyr Rybak von Vertretern der selbsternannten Volksrepublik Donezk entführt und ermordet. Es war eines der ersten Kriegsverbrechen während des Kriegs in der Ostukraine.
Das UNHCHR veröffentlichte im Mai 2014 einen zweiten umfangreichen Bericht zur Menschenrechtslage in der Ukraine. Danach habe sich nach der Übernahme durch russische Truppen und durch von Russland unterstützte Milizen die Menschenrechtslage in der Ostukraine und auf der (im März 2014 von Russland besetzten und annektierten) Krim deutlich verschlechtert. In Teilen der Ostukraine herrsche ein „Klima der Gesetzlosigkeit“, in dem es zu Tötungen, Folter, Entführungen und Einschüchterung durch bewaffnete Gruppen komme. Auch auf der Krim sei es zu einer generellen Verschlechterung der Menschenrechtslage gekommen; die ethnische Minderheit der Krimtataren werde diskriminiert. Die ukrainische Regierung, so der Bericht, habe bislang gut mit der UN-Mission kooperiert und bereitwillig Informationen zur Verfügung gestellt. Im Bericht wurde angemerkt, dass das Vorgehen der ukrainischen Sicherheitskräfte im Rahmen der „Antiterrormaßnahmen“ in puncto Verhältnismäßigkeit „teilweise fragwürdig“ sei. Das Außenministerium der Ukraine begrüßte den Bericht als objektiv.
Die russische Regierung zeigte sich empört über das Dokument.
Im Juni 2014 erschien der dritte Bericht zur Lage der Menschenrechte in der Ukraine. Auch dieser Bericht hält fest, bewaffnete Gruppen hätten in den Regionen Donezk und Luhansk eine Atmosphäre ständiger Angst geschaffen. Er erinnerte zudem an das auch von Russland anerkannte völkerrechtliche Verbot von Hass- und Kriegspropaganda – nach Erwähnung von Beispielen russischer Propaganda.
Das ukrainische Gesundheitsministerium meldete Anfang Juli 2014, dass bis dahin im Kampfgebiet 478 zivile Tote zu beklagen seien; 1392 Personen seien verletzt worden.
Der Separatistenkommandeur Beresin bestätigte, dass die prorussischen Milizen aus Wohnvierteln heraus operierten und die Bevölkerung faktisch als menschliche Schutzschilde benutzten.
Am 28. Juli meldete das UNHCHR für die betroffene Bevölkerung der Ostukraine den totalen Zusammenbruch von Recht und Ordnung und berichtete von einer Terrorherrschaft der bewaffneten Gruppen mit Freiheitsberaubungen, Entführungen, Folterungen und Exekutionen. Am 11. Juli hatte Amnesty International 100 Entführungen mit Details dokumentiert. „Die meisten Entführungen gehen auf das Konto von bewaffneten Separatisten.“ 
Ein Ziel sei es, „die Zivilbevölkerung in Angst und Schrecken zu versetzen und zu kontrollieren“, sodann die Zahlung von Lösegeld sowie der Gefangenenaustausch. Die Zahlen des Innenministeriums nennen 500 Fälle für die Zeit von April bis Juni, das UNHCHR registrierte in seinem Bericht vom 15. Juni 222 Fälle. Schwere Gefechte fänden auch im Siedlungsgebiet statt, was zu Verlust von Leben, Eigentum und Infrastruktur führe und Tausende zur Flucht bewege (“heavy fighting located in and around population centres, resulting in loss of life, property and infrastructure and causing thousands to flee”). Es gebe auch Justizbehörden in der so genannten „Volksrepublik“, sagt ein Bewaffneter, „aber für alle Verräter reicht die Zeit nicht, und so erschießen wir sie eben.“ Im November-Bericht wurden weitere Massenexekutionen, Zwangsarbeit, sexuelle Gewalt sowie das Verbot der ukrainischen Sprache in den Schulen erwähnt.
In Donezk wurden gefangene Soldaten der ukrainischen Streitkräfte in einer Parade zur Schau gestellt. Hinter der Gefangenengruppe fuhr demonstrativ ein Straßenkehrwagen.
Eines der ersten Kriegsverbrechen mit internationalen Opfern war der Abschuss des Malaysia-Airlines-Fluges 17 (MH17) durch eine von russischen Truppen abgefeuerte Luftabwehrrakete des Typs Buk M1 über der Ostukraine, bei dem alle 298 Insassen des Flugzeugs vom Typ Boeing 777-200ER starben, darunter 80 Kinder und 15 Besatzungsmitglieder. Das russische Flugabwehrsystem war erst kurz zuvor in einem Fahrzeugkonvoi der russischen Streitkräfte direkt aus Russland in die Ostukraine verlegt worden und wurde nach dem Abschuss noch am selben Tag nach Russland zurückverlegt.

### Ab Herbst 2014 bis Ende 2015
Amnesty International berichtet im Herbst 2014 von Kriegsverbrechen auf beiden Seiten der Konfliktparteien. Es habe vereinzelt Hinrichtungen gegeben.
Es gebe ferner Beweise für willkürlichen Beschuss, Entführungen und Folter. Davon seien auch Zivilisten betroffen.
Es habe außerdem Einsätze von Streubomben durch beide Konfliktparteien gegeben.
Anfang April 2015 warf Amnesty International den prorussischen Milizionären Kriegsverbrechen vor, unter Mitwirkung der Kommandeure Michail Tolstych und Arsen Pawlow.
In der Luhansker Volksrepublik erreichte die humanitäre Hilfe nicht alle Menschen. Nach Angaben des katholischen Bischofs Stanislaw Schyrokoradjuk kam es in seinem Bistum während des Winters 2014/15 zu einer unbekannten Anzahl von Hungertoten, insbesondere unter alten Menschen, die sich wegen der Kämpfe nicht aus dem Haus trauten. Zugleich forderte er die europäische Staatengemeinschaft auf, sich gemeinsam der russischen Aggression entgegenzustellen.
Die Machthaber der Lugansker und Donezker Region forderten gemäß dem Chef der Humanitären Hilfe der UNO, Stephen O’Brien, die UN-Organisationen am 24. September 2015 auf, das von regierungsfeindlichen Truppen kontrollierte Gebiet zu verlassen, darunter die Weltgesundheitsorganisation, das UNHCR sowie UNICEF. Medecins Sans Frontieres (MSF) wurde gleichzeitig vorgeworfen, sie würden psychotrope Substanzen lagern. Die UNO stellte ihre Arbeit ein, forderte die Machthaber auf, die sofortige Wiederaufnahme der Hilfe sicherzustellen, und nannte das Vorgehen einen eklatanten Bruch des internationalen humanitären Rechts.
Außer dem IKRK verblieb nur ein Hilfswerk im Gebiet, in dem Hunderttausende Menschen von humanitärer Hilfe abhängig sind. Die Schweiz lieferte im Rahmen der Zusammenarbeit der DEZA von April 2015 bis Oktober 2016 2000 Tonnen Chemikalien für die Wasseraufbereitung und medizinische Güter. Auch 3500 Tonnen Quarzsand für die Wasseraufbereitung in Donezk wurden geliefert – all dies ohne das Eingehen auf die Forderungen der Machthaber nach einer Registrierung der Hilfe: Die Schweiz traf per Handschlag Vereinbarungen direkt mit den Betroffenen. „Wir haben keine Papiere, weil wir gar keine haben dürfen.“

### Ab 2016
Im Mai 2016 wurde bekannt, dass in der Ostukraine 4000 Fälle von Verschleppungen und Folter durch Menschenrechtsorganisationen dokumentiert wurden. In den Hochburgen der Separatisten Donezk und Luhansk wurden Hinweise auf 79 Foltergefängnisse gefunden. Die Misshandlungen würden überwiegend durch prorussische Rebellen, aber auch durch russische Staatsangehörige, von denen 58 namentlich bekannt sind, verübt.
Im Juni 2017 wurde der unabhängige Journalist Stanislaw Assjejew in Donezk entführt. Erst am 16. Juli bestätigte das selbsternannte „Ministerium für Staatssicherheit der Volksrepublik Donezk“, dass er sich in ihrer Gefangenschaft befinde und ihm Spionage vorgeworfen werde. Amnesty International, das Komitee zum Schutz von Journalisten, Human Rights Watch, die Organisation für Sicherheit und Zusammenarbeit in Europa und Reporter ohne Grenzen forderten die Freilassung des Journalisten. Am 29. Dezember 2019 wurde Assjejew im Zuge eines Gefangenenaustauschs zwischen der Ukraine und den Separatisten freigelassen.

## Verbrechen durch die russische und separatistische Seite nach dem 24. Februar 2022
In den Kriegen Russlands in Tschetschenien, Georgien, Syrien und der Ukraine seien Kriegsverbrechen nicht die Ausnahme, sondern von Beginn an die Regel gewesen, so der Journalist Peter Haffner. Dies stehe im Gegensatz zu anderen Fällen, in denen erst die Eskalation des Krieges zu Kriegsverbrechen geführt habe, wie den alliierten Bombardierungen oder den Atombombenabwürfen auf Japan im Zweiten Weltkrieg.
Das UN-Hochkommissariat für Menschenrechte dokumentierte bereits im März 2022 Angriffe Russlands auf zivile Einrichtungen wie Schulen, Kliniken und Kindergärten. Außerdem wurde über den Einsatz von Streumunition in dicht besiedeltem Gebiet berichtet. Dabei könnte es sich um Kriegsverbrechen handeln. Moskau behauptet, dass sich die ukrainischen Truppen in Wohngebieten verschanzen und Zivilisten als menschliche Schutzschilde benutzen würden.
Im März 2022 setzte der UN-Menschenrechtsrat eine Kommission zur Untersuchung und Feststellung von Kriegsverbrechen ein. Neben dem norwegischen Vorsitzenden Erik Møse gehören dem Gremium noch Jasminka Džumhur aus Bosnien-Herzegovina und Pablo de Greiff aus Kolumbien an. Es hat seinen Sitz in Wien. Anfang April 2022 wurde unter anderem von der französischen Nachrichtenagentur AFP berichtet, dass mindestens 5.600 Kriegsverbrechen der russischen Armee untersucht würden. Diese Untersuchungen richten sich gegen 500 namentlich bekannte Personen aus den Reihen des Militärs und der Regierung in Moskau.
Die Menschenrechtsorganisation Human Rights Watch veröffentlichte im April erste konkrete Berichte zu von russischen Streitkräften begangenen Kriegsverbrechen.
Nach Einschätzung von Human Rights Watch sind Kriegsverbrechen gegen Zivilisten in der Ukraine keine Ausnahmen und werden von der russischen Armee offenbar geduldet. „Einzelfälle sind das bestimmt nicht“, sagte der Deutschland-Direktor der Organisation, Wenzel Michalski.
Im weiteren Laufe des Konflikts wurden zudem massive Kriegsverbrechen gegen ukrainische Kriegsgefangene bekannt.
2022 untersuchten drei auf das Kriegsvölkerrecht spezialisierte Rechtsprofessoren im Auftrag der Organisation für Sicherheit und Zusammenarbeit (OSZE), ob die russische Armee in der Ukraine Kriegsverbrechen begangen hat. Ein Mitglied der Mission, der österreichische Völkerrechtsexperte Wolfgang Benedek, fasste die Ergebnisse der Untersuchung zusammen: „Hinsichtlich der Gebiete unter russischer Kontrolle wurden auch glaubhafte Nachweise für umfangreiche und schwerwiegende Verletzungen der Menschenrechte, etwa des Rechts auf Leben, des Folterverbots sowie des Verbots unmenschlicher Behandlung gefunden. Es gab gezielte Tötungen von Zivilisten, Verschwindenlassen von Amtsträgern, Deportationen und Vergewaltigungen.“

### Städte mit russischen Kriegsverbrechen

#### Massaker in Kiewer Vororten
In der Stadt Butscha (Oblast Kiew), einem Vorort von Kiew, wurden während der Schlacht um Kiew mutmaßlich von Angehörigen der russischen Streitkräfte eine Reihe von Kriegsverbrechen an der Zivilbevölkerung begangen. Nachdem die russischen Streitkräfte Anfang April 2022 nach etwas mehr als einem Monat abgezogen waren, wurden laut ukrainischen Angaben bis August 2022 458 Leichen gefunden, von denen 419 Anzeichen dafür trugen, dass sie erschossen, gefoltert oder zu Tode geknüppelt worden waren. 39 scheinen eines natürlichen Todes verstorben zu sein. Fast alle Toten waren Zivilisten.
Russland wird vorgeworfen, gezielt ein Massaker verübt zu haben. Die russische Regierung bestreitet eine Beteiligung russischer Soldaten.
Nach Einschätzung des Militärexperten und Professors an der Universität der Bundeswehr in München Carlo Masala handelt es sich bei dem Massaker um einen wesentlichen Beitrag der – schon von anderen russischen Militäreinsätzen bekannten – russischen Militärstrategie, um die Bevölkerung der Ukraine zu demoralisieren. Öffentlich zugängliche Satellitenbilder, Fotos und Videos von Bewohnern von Butscha zeigen Leichen, die bereits knapp zwei Wochen vor Abzug der russischen Soldaten auf der Straße lagen. Laut Yvonne McDermott Rees von der Swansea University helfen im Internet für jeden frei zugänglich veröffentlichte Informationen, Berichte über Gräueltaten einzuordnen. So widerlegt u. a. das Satellitenbild vom 19. März die Behauptung des russischen Außenministers Sergei Lawrow, dass die Aufnahmen von Leichen nach dem Abzug der Russen „inszeniert“ worden seien.
Präsident Putin zeichnete am 18. April 2022 eine der Kriegsverbrechen in Butscha verdächtigte Truppe für ihre „Professionalität“ aus.

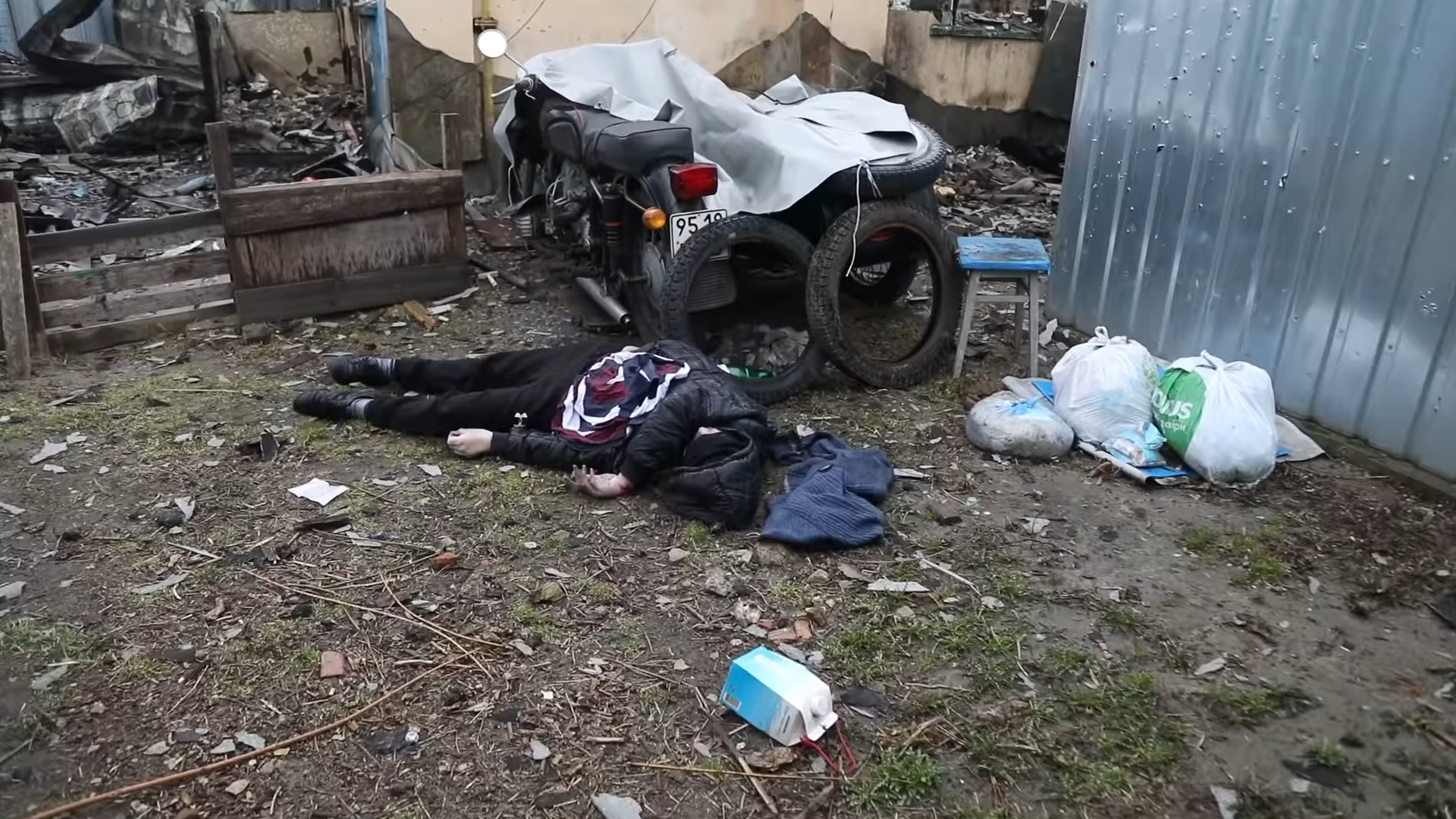
Erschossene Zivilistin in Butscha
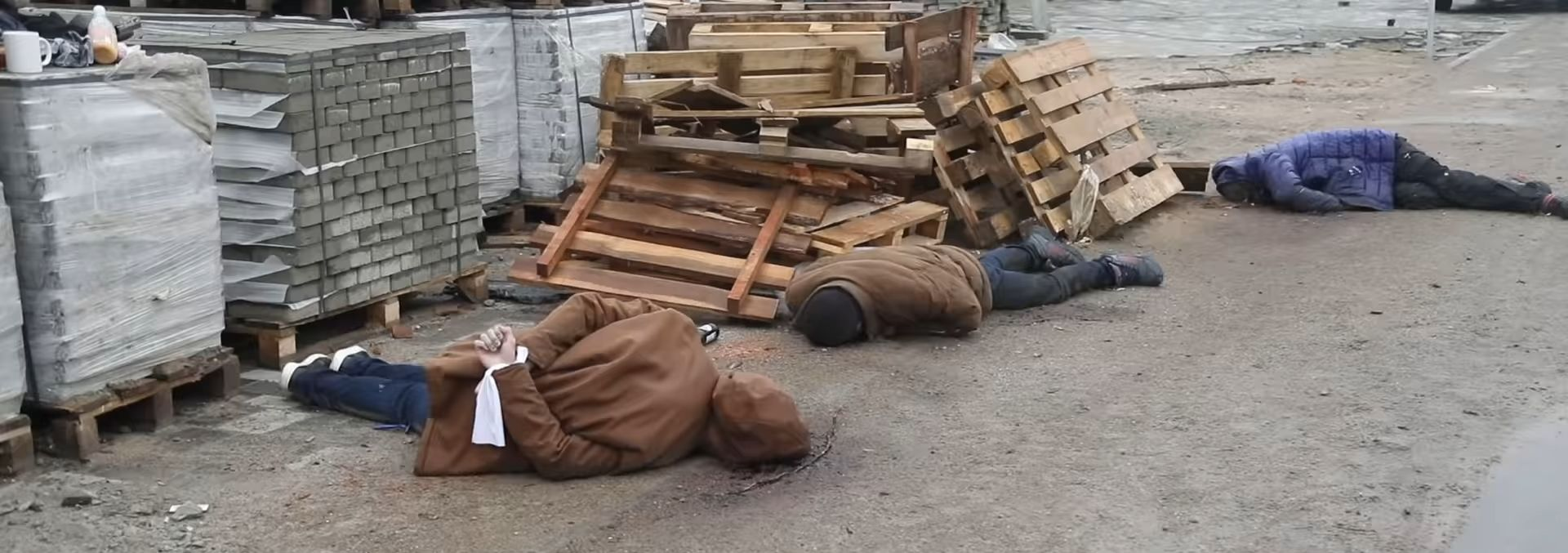
Gefesselte und hingerichtete Zivilisten in Butscha
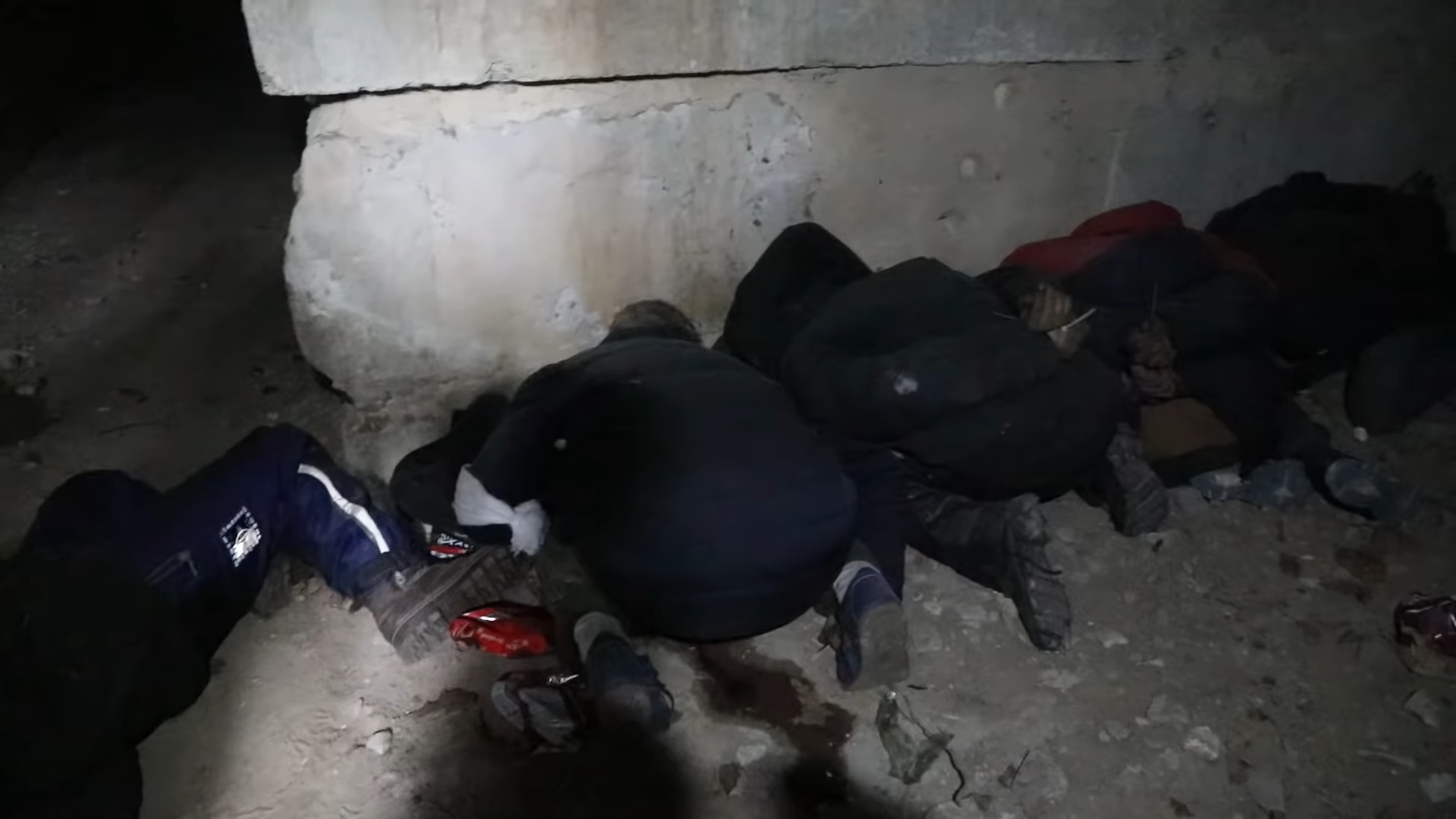
Mit Kabelbindern gefesselte und hingerichtete Zivilisten in einem Keller in Butscha

#### Bombardierung von Kramatorsk
Am 8. April 2022 wurde der mit mehreren hundert Zivilisten überfüllte Bahnhof der Stadt Kramatorsk gezielt mit einer russischen Rakete des Typs 9K79 Totschka mit Splittergefechtskopf bombardiert, 58 Menschen – vorwiegend Frauen und Kinder – wurden getötet und über 100 weitere zum Teil schwer verletzt. Die Zivilisten hielten sich auf dem überfüllten Bahnhofsvorplatz, in der Halle und im Zug auf. Sie wollten aus der Ostukraine in Richtung Westen fliehen, um dem erwarteten russischen Großangriff zu entkommen, nachdem ukrainische Behörden die Zivilisten zur Flucht aufgerufen hatten. Russische Medien berichteten von einem erfolgreichen Angriff auf Soldaten. Als sich herausstellte, dass Zivilisten getötet wurden, verschwanden die Meldungen und Russland bestritt eine Beteiligung.

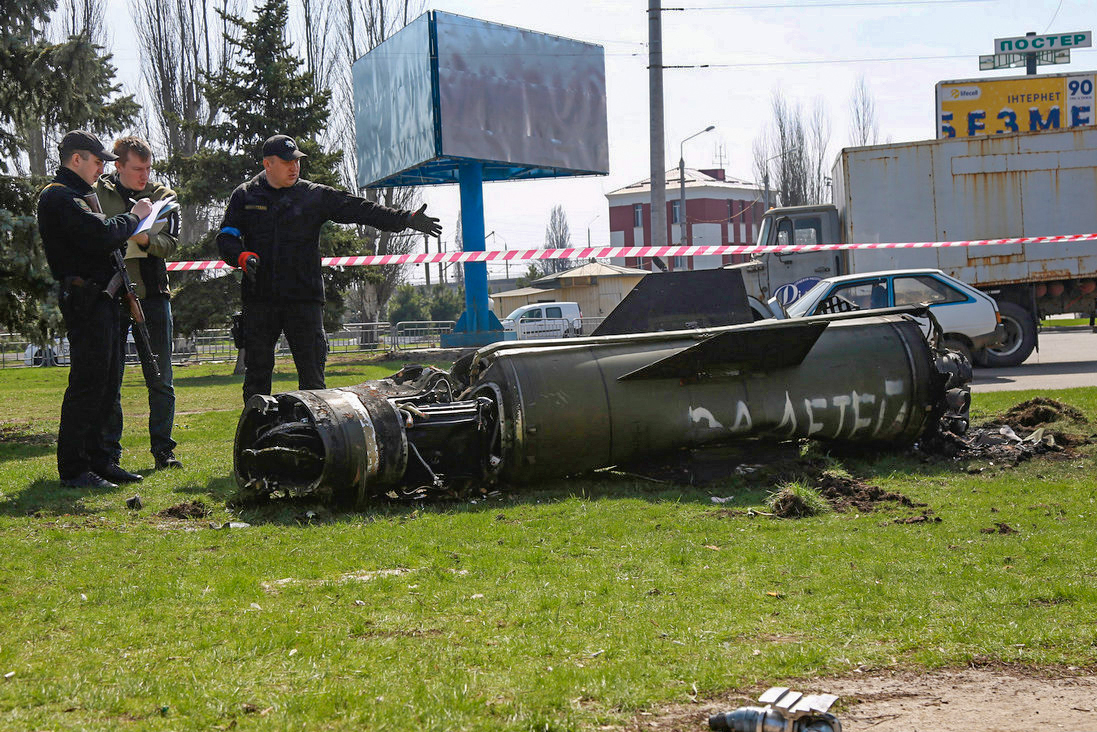
Raketentrümmer in der Nähe des Bahnhofs von Kramatorsk mit der russischen Aufschrift: ‚за детей‘ („für die Kinder“)
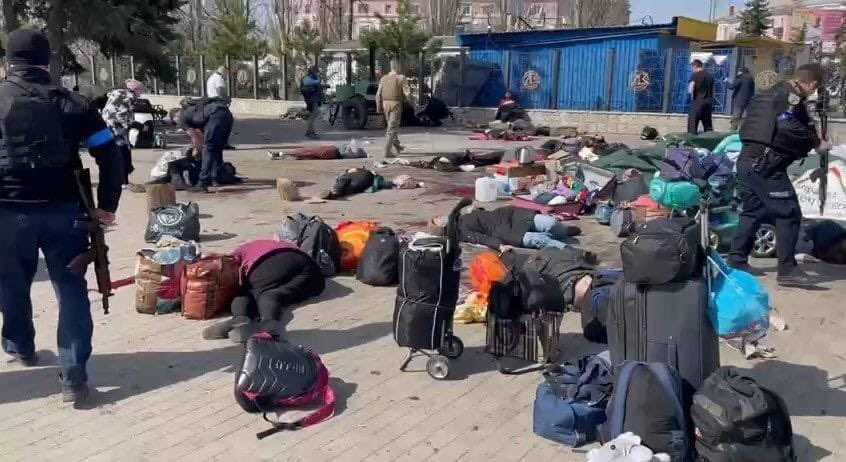
Bildaufnahme direkt nach dem russischen Angriff
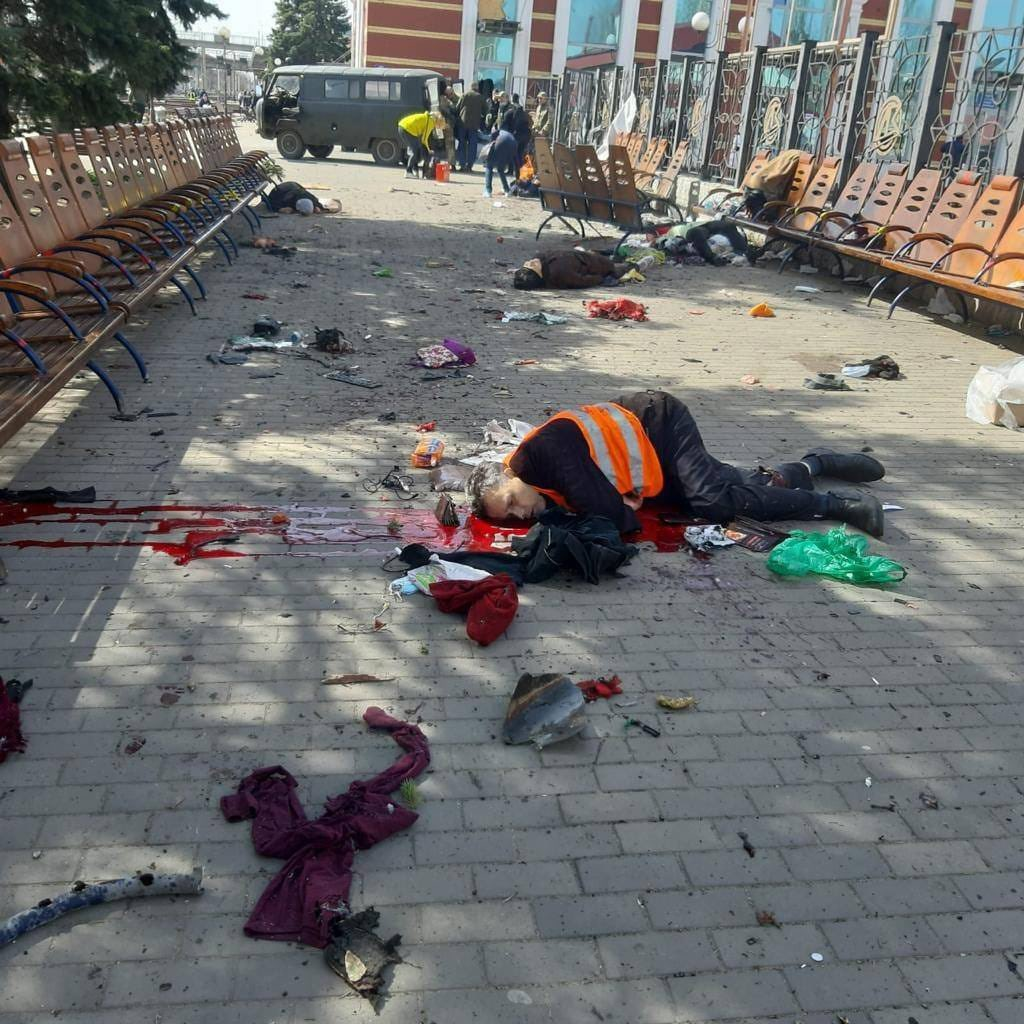
Unmittelbar nach dem Angriff auf den Bahnhof von Kramatorsk
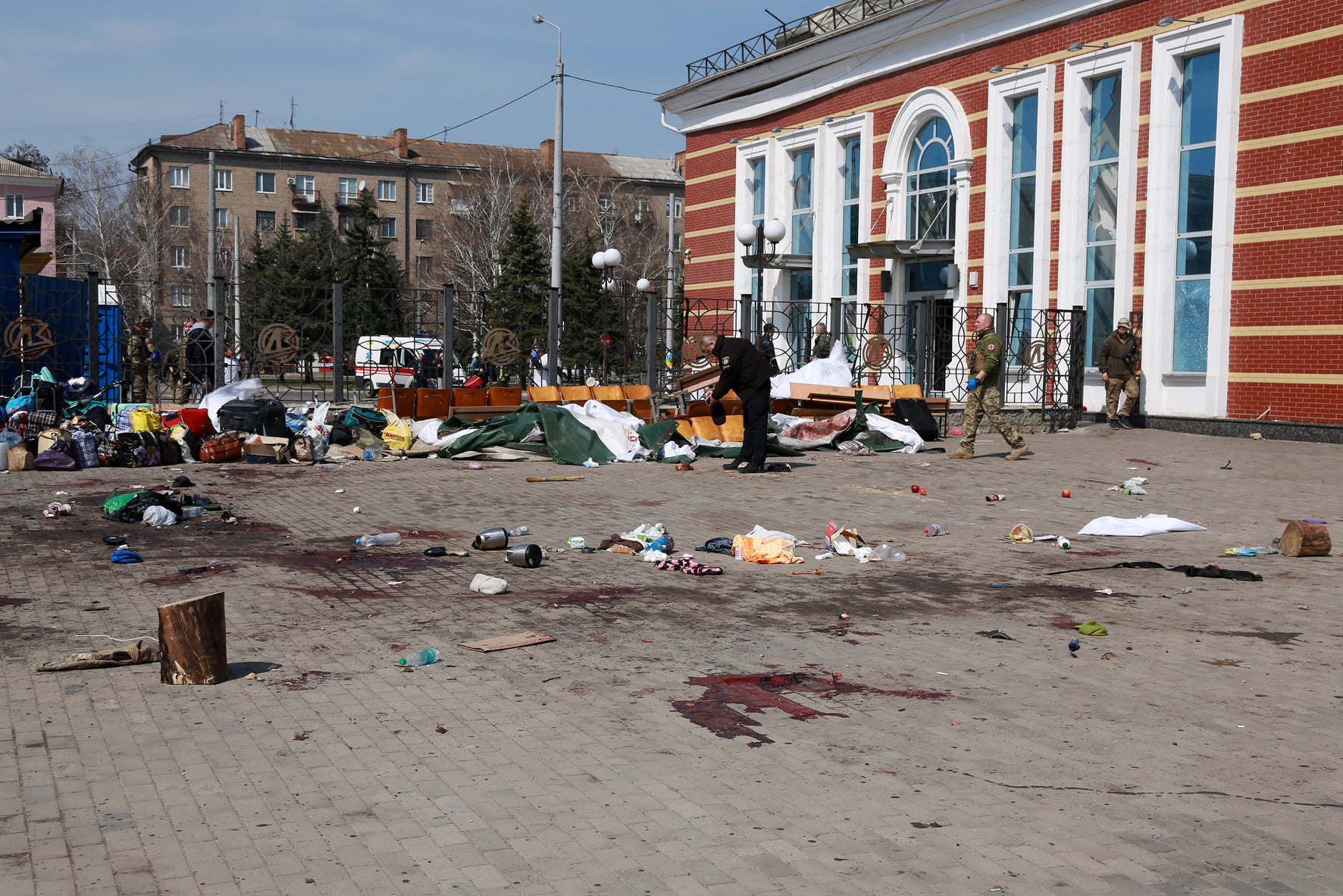
Bahnhofsvorplatz nach dem Angriff
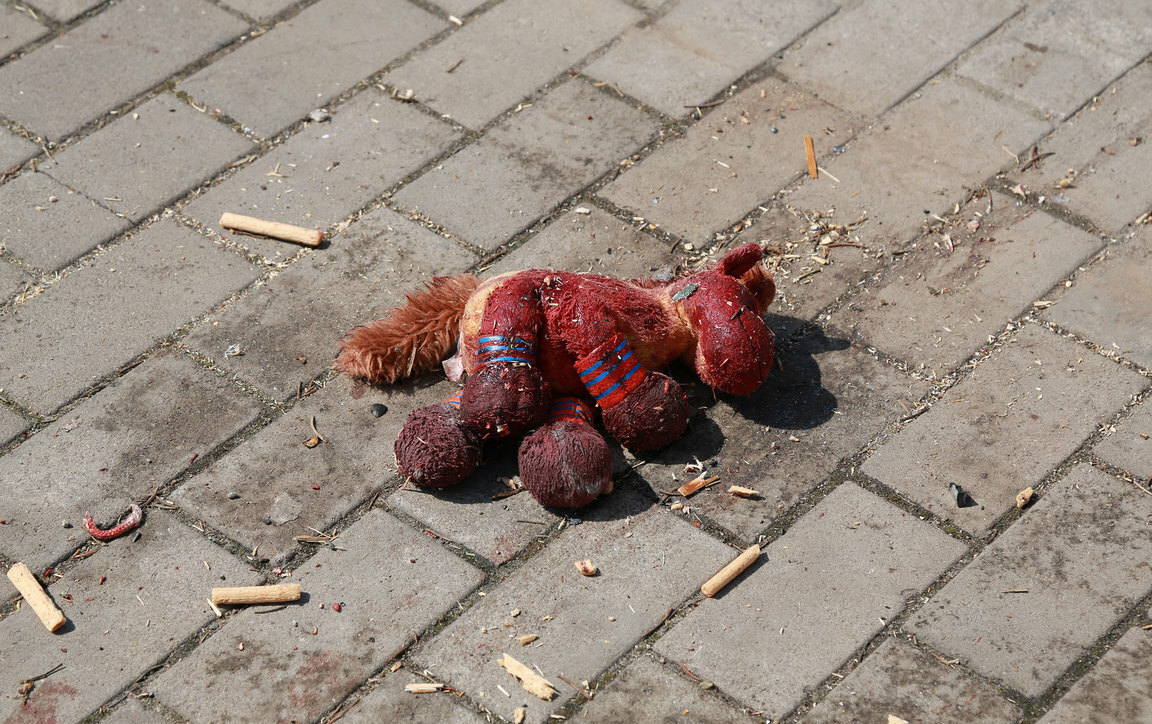
Ein nach dem Angriff aufgefundenes Kuscheltier

#### Belagerung von Mariupol
Das Vorgehen Russlands in der Belagerung von Mariupol wurde von der Europäischen Union als Kriegsverbrechen verurteilt. Die Rechtswissenschaftler Christian Tomuschat und Otto Luchterhandt bewerten diese Art der Kriegsführung als Völkermord.

##### Bombardierung der Geburtsklinik in Mariupol

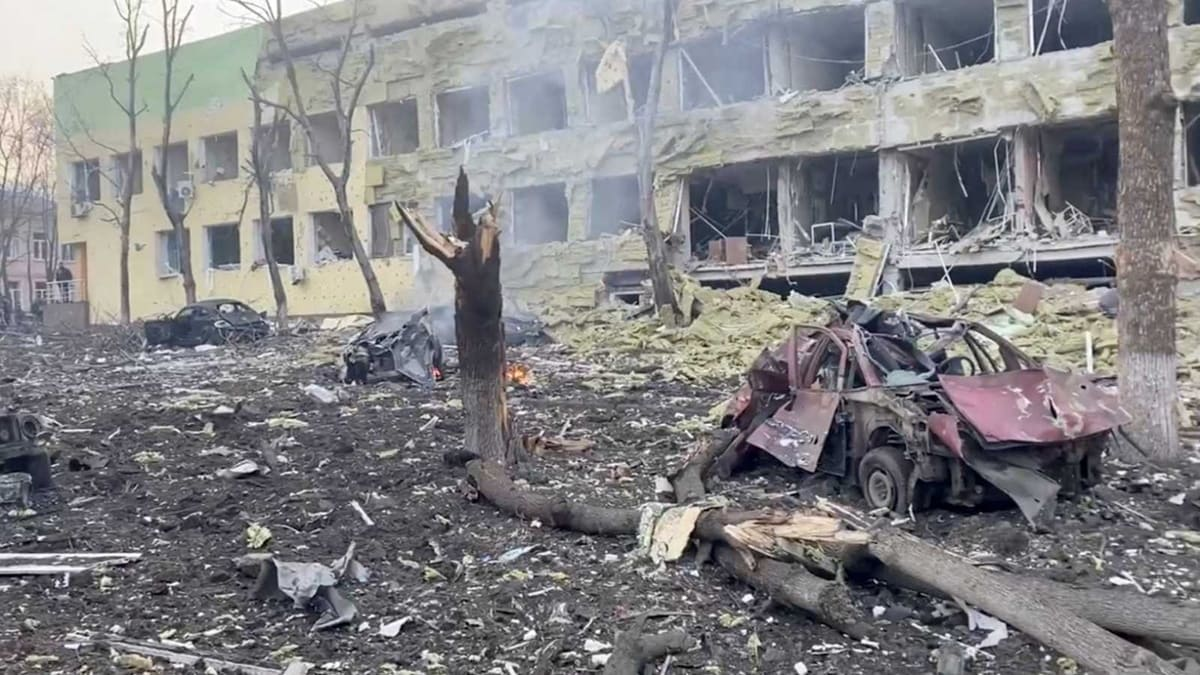
Die am 9. März zerstörte Geburtsklinik in Mariupol

Während der Belagerung von Mariupol erfolgte am 9. März 2022 eine Bombardierung des Maternity Hospitals No. 3, eines Krankenhauskomplexes, der sowohl als Kinderkrankenhaus als auch als Entbindungsstation diente. Bei dem Angriff starben mindestens vier Menschen und es kam zu mindestens einer Totgeburt. Mindestens 16 Menschen wurden verletzt. Ein Bericht der Organisation für Sicherheit und Zusammenarbeit in Europa beurteilte den Luftangriff als russisches Kriegsverbrechen.

##### Luftangriff auf schutzsuchende Zivilisten im Theater von Mariupol

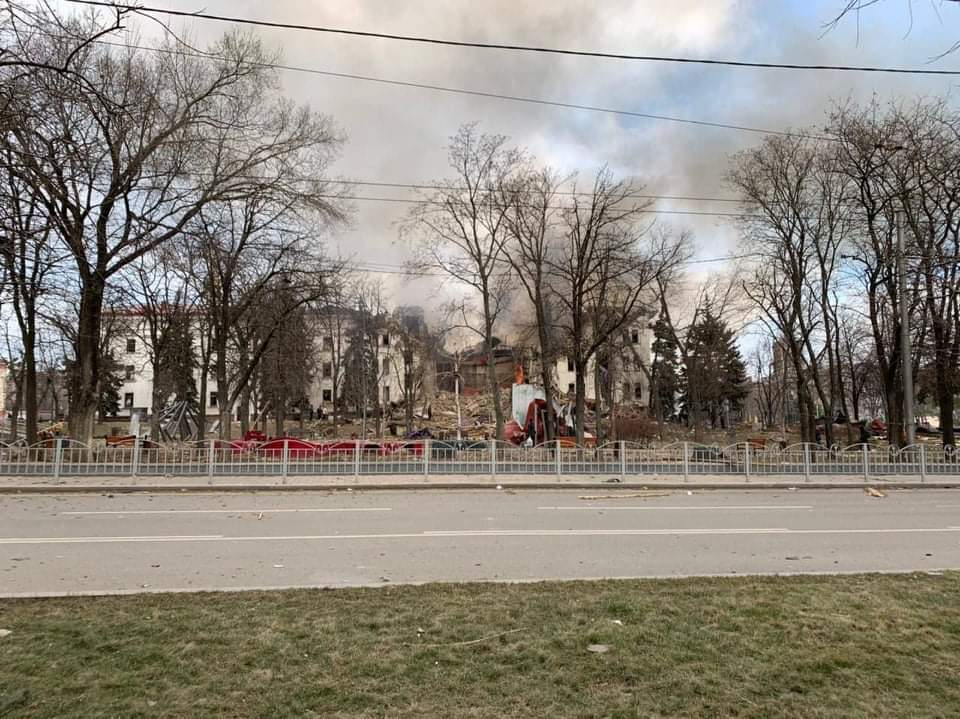
Das zerstörte Theater nach dem Luftangriff in Mariupol

Am 16. März 2022 bombardierten die russischen Streitkräfte das Akademische Dramatheater in Mariupol, in dem mehr als tausend Zivilisten Schutz gesucht hatten. Die Plätze vor und hinter dem Theater waren mit weißer Farbe in riesigen Buchstaben mit dem russischen Wort für „Kinder“ beschriftet, was darauf hinweisen sollte, dass sich in dem Gebäude vorwiegend Frauen und Kinder aufhielten. Dennoch wurde das Theater gezielt angegriffen. Nach ukrainischen Angaben kamen dabei etwa 300 Zivilisten ums Leben; diese Informationen wurden am 13. April 2022 durch einen Bericht der Organisation für Sicherheit und Zusammenarbeit in Europa bestätigt. Eine Rekonstruktion der Associated Press vom Mai 2022 schätzt die Anzahl der Toten auf etwa 600. Eine Untersuchung von Amnesty International, basiert auf Interviews vor Ort und Luftbildern, konnte im Juni den Tod von „mindestens einem Dutzend Menschen“ bestätigen, weist aber darauf hin, dass „selbst eine grobe Schätzung der Opferzahlen“ schwierig sei und es vermutlich „zahlreiche weitere Opfer gebe, die nicht gemeldet wurden“. AI spricht ausdrücklich von einem Kriegsverbrechen.

#### Kellergefängnis von Jahidne
Am 5. März 2022 wurden 360 Bewohner des Dorfes Jahidne im Kreis Tschernihiw in einen Keller getrieben und dort unter menschenunwürdigen Bedingungen auf engstem Raum für 26 Tage eingesperrt. Während der Gefangenschaft starben 10 Menschen, weitere 16 wurden von russischen Soldaten erschossen.

#### Bombardierung eines Wohnquartiers in Tschernihiw
Am 3. März 2022 wurde ein Wohngebiet in Tschernihiw mit mindestens acht ungelenkten Bomben bombardiert. Dabei starben 47 Zivilisten, die in einer Schlange für Lebensmittel anstanden. Amnesty International hat den Vorfall untersucht und als Kriegsverbrechen eingestuft.

#### Bombardierung von Charkiw
Mitte Mai 2022 meldete Selenskyj die Rückeroberung von 30 Dörfern rund um Charkiw.
Laut ukrainischem Militär zeigen sich auch in den Dörfern um Charkiw russische Kriegsverbrechen. So wurde ein Konvoi von Zivilfahrzeugen zerschossen und teilweise ausgebrannt aufgefunden. Mehrere Zivilisten, darunter Kinder, wurden getötet.

#### Raketenangriff auf ein Einkaufszentrum in Krementschuk
Am 27. Juni 2022 schlugen laut ukrainischen Angaben zwei russische Ch-22-Marschflugkörper in das zentral gelegene Einkaufszentrum namens Amstor ein. Das Gebäude ging in Flammen auf. Es gibt mindestens 20 Tote und 59 Verwundete, dazu kommen Vermisste.

#### Isjum und Region Charkiw
Bei der Befreiung der ukrainischen Region Charkiw durch die ukrainischen Streitkräfte im September 2022 wurden bei Isjum über 400 Gräber entdeckt. Zunächst wurde vermutet, es handele sich vorwiegend um Zivilisten, die bei der Einnahme der Stadt durch die Russen im März 2022 durch Bombardierungen und Kampfhandlungen ums Leben kamen.
Bei der Exhumierung der Gräber wurden aber auch vielfach Anzeichen von Folter und mutwilligen Exekutionen sichtbar. Zudem wurde auch von der Entdeckung von Folterkammern berichtet, in denen ukrainische Staatsangehörige und auch Ausländer mutmaßlich misshandelt wurden. Man habe Leichen mit Folterspuren entdeckt. Die ukrainische Polizei sprach später von „mindestens zehn Folterräumen“ in Orten der Region Charkiw. Nach der Rückeroberung der Stadt Balaklija berichteten ukrainische Beamte über die Entdeckung von Folterkammern, in denen ukrainische Gefangene festgehalten wurden. Der Menschenrechtskommissar der Ukraine, Dmytro Lubinets, sprach von Folterkammern, in denen die Besatzer Kinder psychisch und physisch misshandelt haben sollen.

#### Raketenangriff auf die Kinderklinik Ochmatdyt in Kiew
Am Vormittag des 8. Juli 2024 verübten gemäß UN-Informationen die russischen Streitkräfte einen Angriff mit einem Ch-101-Tarnkappen-Marschflugkörper auf die Kinderklinik Ochmatdyt in Kiew, eines der größten Kinderkrankenhäuser Europas. Dabei wurden zwei Personen getötet, darunter eine 30-jährige Nierenärztin aus Lwiw, sowie 30 weitere Personen teils schwer verletzt, darunter zehn Kinder. Drei bereits laufende Operationen am offenen Herzen an Kindern wurden trotz des russischen Luftangriffes auf die Klinik noch zu Ende geführt. In Folge des Angriffs konnte das Krankenhaus nicht weiter betrieben werden und alle etwa 600 Kinder, die stationär im Krankenhaus behandelt wurden, mussten auf andere Kliniken in Kiew und Umgebung sowie teilweise auch nach Polen und Deutschland verlegt werden, darunter zahlreiche Fälle beispielsweise mit verschiedenen Krebsbehandlungen und Kinder mit notwendiger Dialyse-Behandlung.
Analysen von Videoaufnahmen des einschlagenden Flugkörpers durch Spezialisten, unter anderem auch der Vereinten Nationen, kommen zu dem Schluss, dass es sich eindeutig um einen russischen Ch-101-Marschflugkörper handelte und dass dieser nicht versehentlich das Krankenhaus traf, sondern von der russischen Luftwaffe in Russland gestartet und höchstwahrscheinlich gezielt auf das Krankenhaus abgefeuert wurde. Zudem wurde im Rahmen der Aufräumarbeiten mindestens ein größeres Trümmerteil eines russischen Ch-101-Marschlugkörpers am Einschlagort gefunden und sichergestellt. Einzelne Raketentrümmer, wie sie bei einem Abschuss eines russischen Flugkörpers durch die ukrainische Flugabwehr bereits vor dem Einschlag entstehen würden, sowie äußere Schäden an dem einschlagenden Marschflugkörper waren auf den Videoaufnahmen, die den Marschflugkörper kurz vor dem Einschlag zeigen, noch nicht vorhanden.

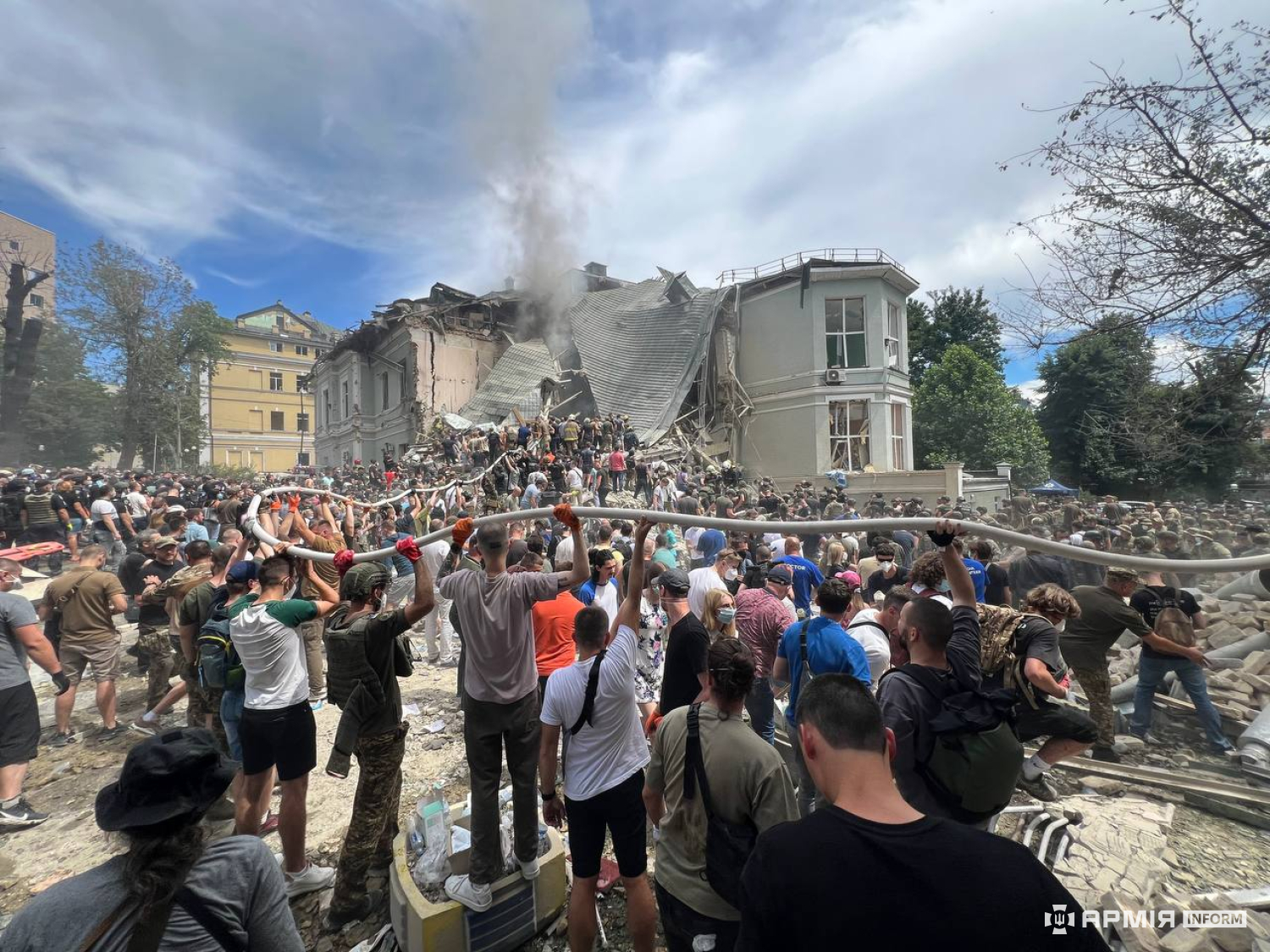
An den Einschlagsort geeilte Ersthelfer auf der Suche nach Verschütteten an einem direkt getroffenen Gebäude des Krankenhauskomplexes
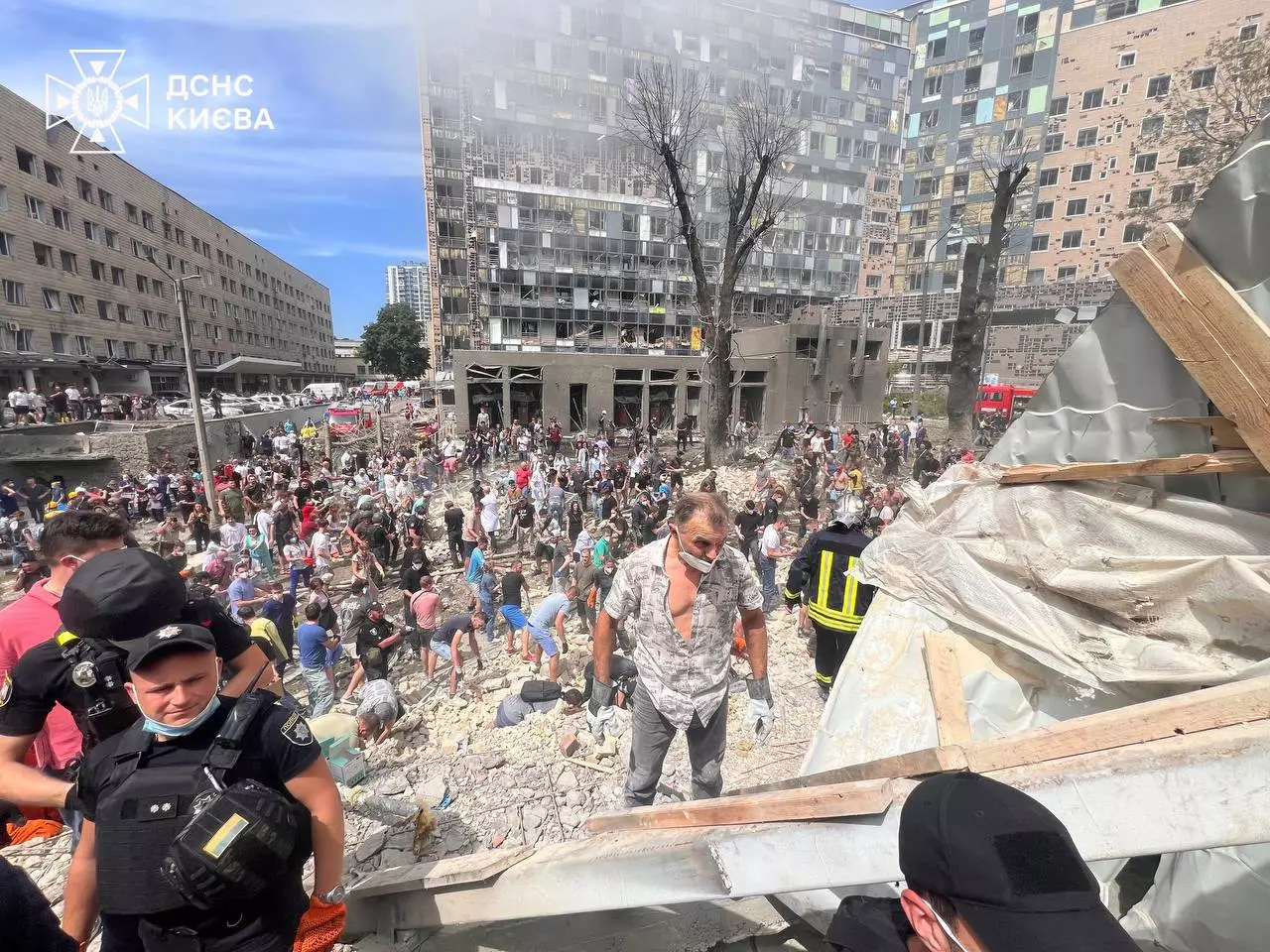
Weitere Gebäude des Krankenhauskomplexes, die durch den Angriff in Mitleidenschaft gezogen wurden
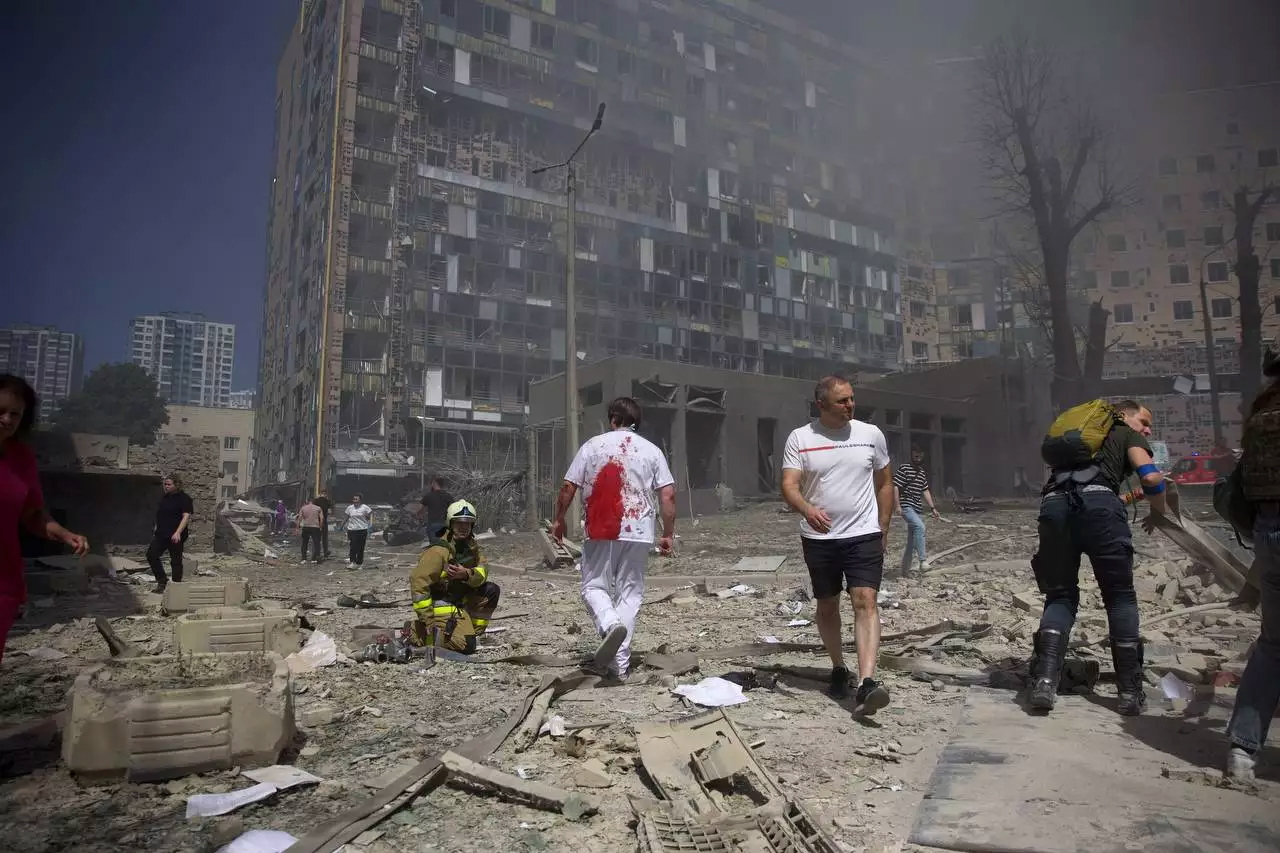
Helfer bei den ersten Aufräumarbeiten
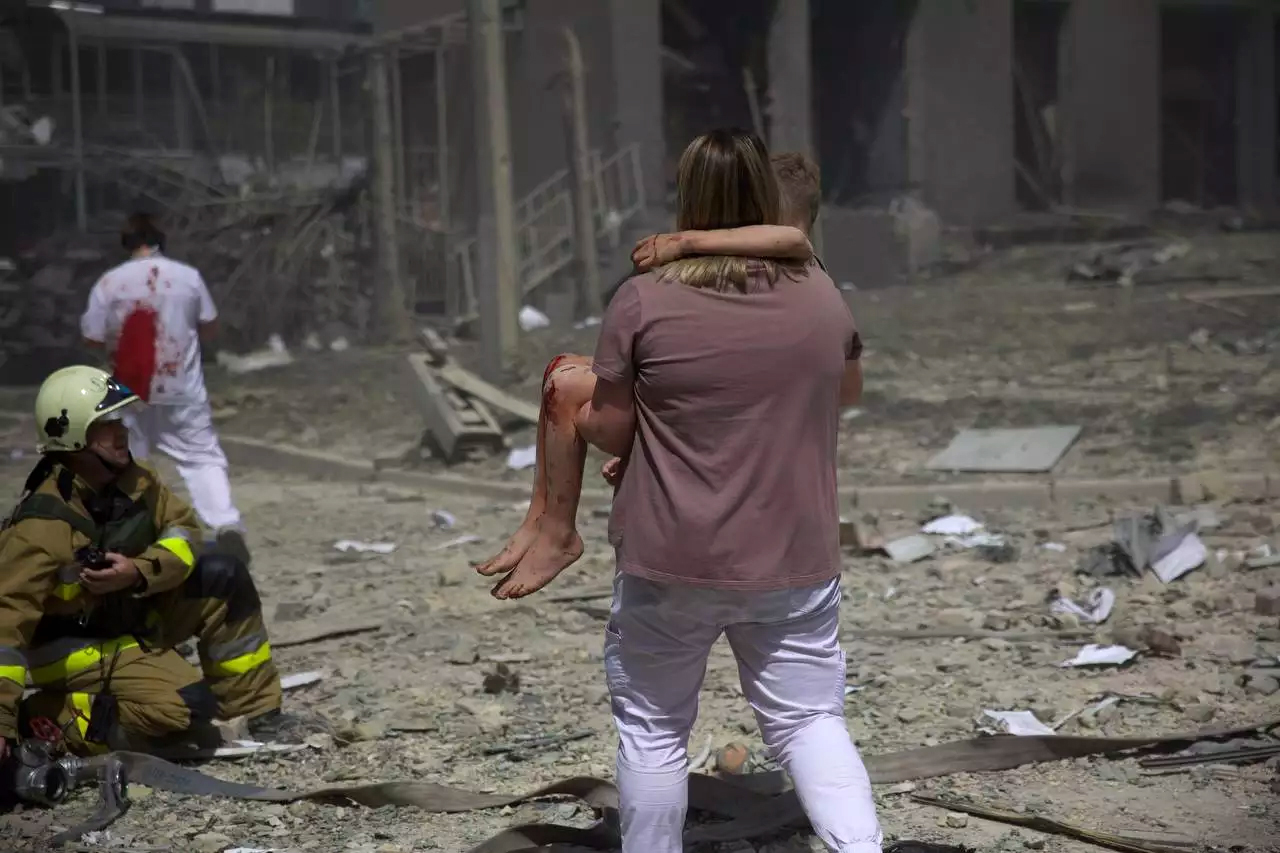
Helfer bei den ersten Aufräumarbeiten
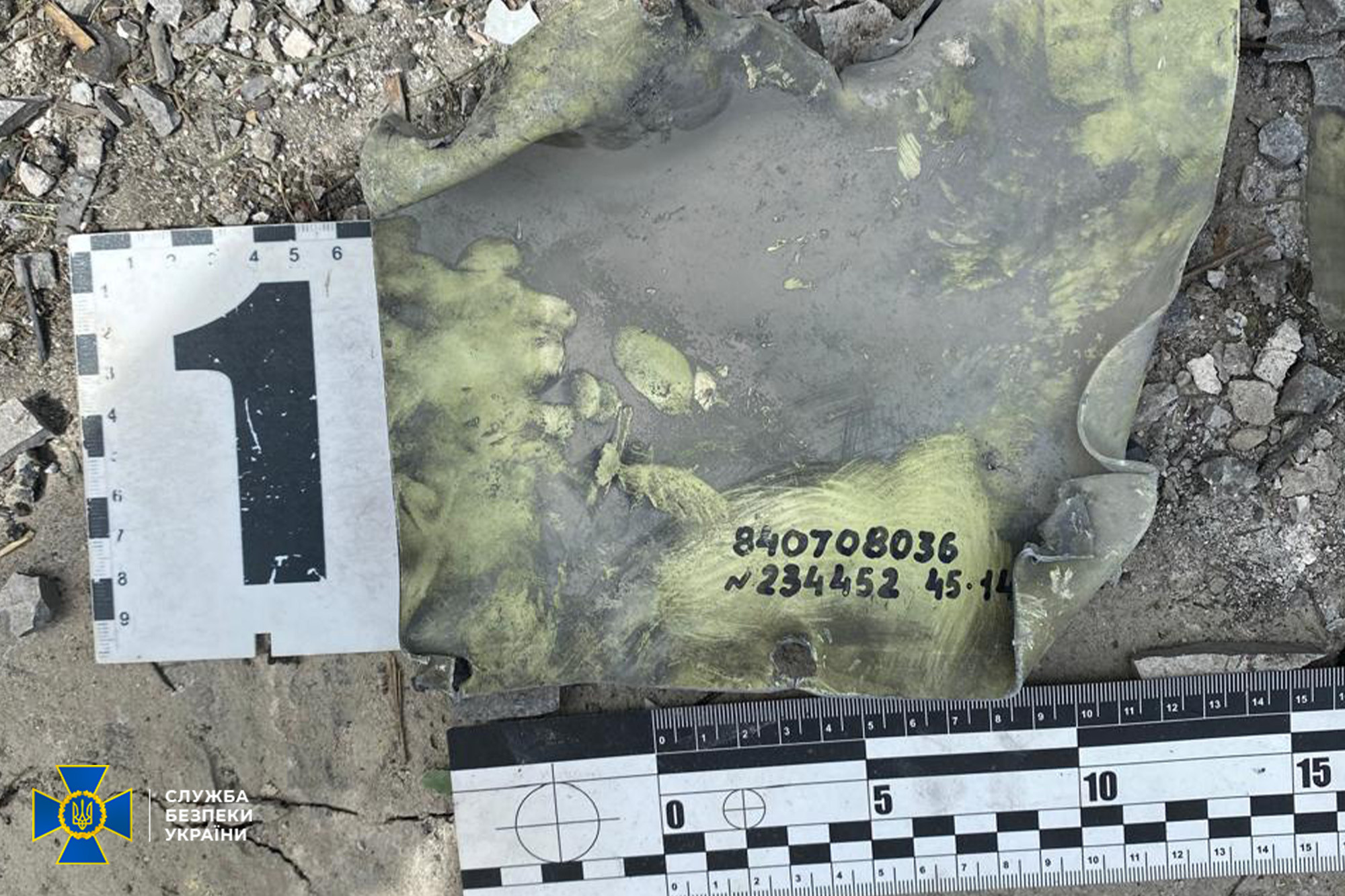
Sichergestelltes Trümmerteil eines russischen Ch-101-Marschflugkörpers, das nach dem Angriff am Einschlagsort gefunden wurde

Die russische Kommunikationspolitik im Zusammenhang mit dem Angriff auf das Kinderkrankenhaus Ochmatdyt ist nach einer Analyse der Tagesschau ein typisches Beispiel einer Desinformationsstrategie, bei der vorsätzlich falsche Fakten verbreitet werden, um Verunsicherung über den wahren Ablauf zu erzeugen oder die Öffentlichkeit von der selbstgeschaffenen russischen Realität zu überzeugen. Obwohl auf Aufnahmen von dem Einschlag des Flugkörpers eindeutig ein Ch-101-Tarnkappen-Marschflugkörper zu sehen ist, wird etwa behauptet, dass es sich um eine ukrainische radargelenkte Luft-Luft-Lenkwaffe des US-amerikanischen Typs NASAMS gehandelt habe. Ziel ist die maximale Dämonisierung der Ukraine, des Westens und der westlichen Medien in Verbindung mit einer möglichst großen Relativierung oder gar Rechtfertigung des russischen Angriffskrieges.

#### Raketenangriff auf ein Wohnviertel in Krywyj Rih
Am 4. April 2025 führte Russland einen gezielten Angriff auf ein Wohngebiet in Krywyj Rih durch. Dabei wurden mehrere Sozialeinrichtungen, darunter ein Kinderspielplatz, sowie Geschäfte und mindestens zwei Dutzend Wohnungen zerstört oder schwer beschädigt. Um die Zahl der Toten und Verletzten zu maximieren, setzte Russland eine Iskander-M-Rakete mit Streumunition ein. Bei dem Angriff kamen mindestens 20 Menschen ums Leben, darunter mindestens 9 Kinder (Stand 14. April 2025). Darüber hinaus gab es 75 teils Schwerstverletzte, darunter Erwachsene und Kinder, mit abgetrennten Gliedmaßen und schwersten Splitterverletzungen. In einer offiziellen Stellungnahme gab das russische Militär bekannt, den Angriff auf das Wohngebiet absichtlich und gezielt durchgeführt zu haben, behauptete jedoch, 85 Soldaten und ausländische Offiziere in einem Restaurant getötet und 20 Militärfahrzeuge zerstört zu haben. Das Restaurant wurde nicht zerstört. Überwachungsaufnahmen aus dem Restaurant und dessen Umgebung zeigen, dass sich ausschließlich Zivilisten in dem Gebiet aufhielten. Journalisten internationaler Medien, die unmittelbar nach dem Angriff vor Ort waren, konnten auch bestätigen, dass es ausschließlich zivile Opfer gab und dass sich keinerlei beschädigte oder unbeschädigte Militärfahrzeuge im Gebiet befanden.

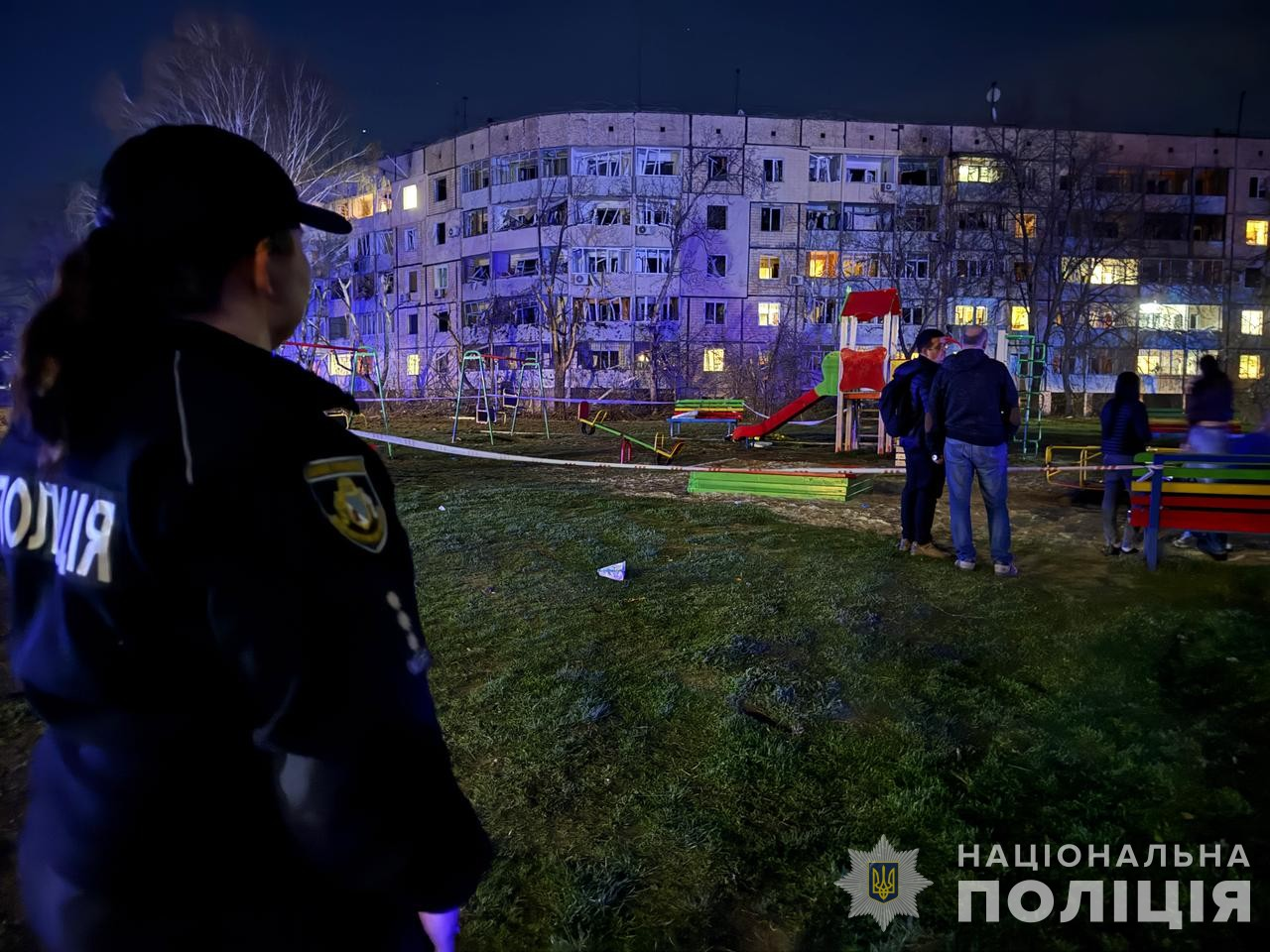
Ein Gebäude des angegriffenen Wohnviertels
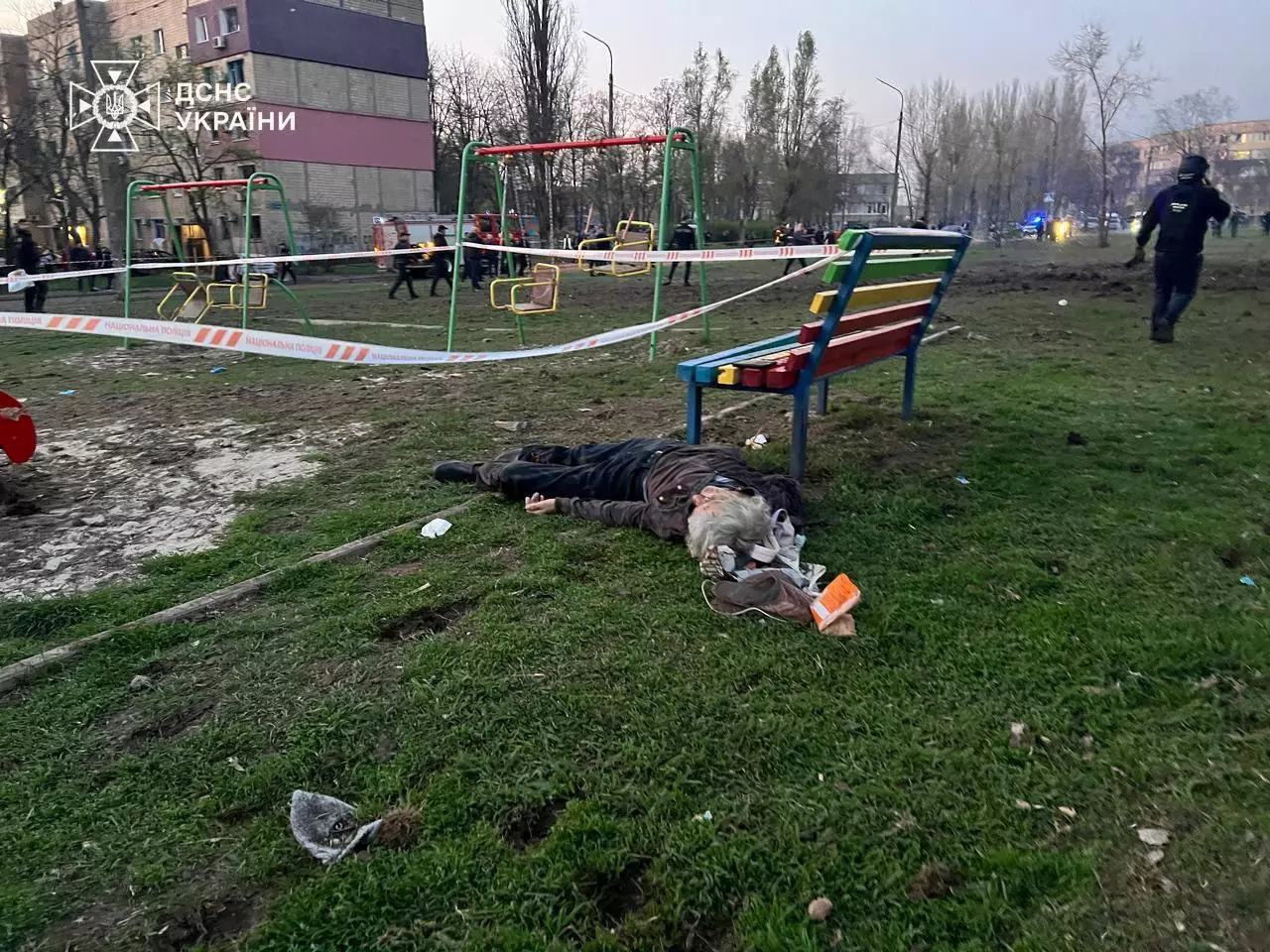
Tote Person und Rettungskräfte auf einem Spielplatz des angegriffenen Wohnviertels
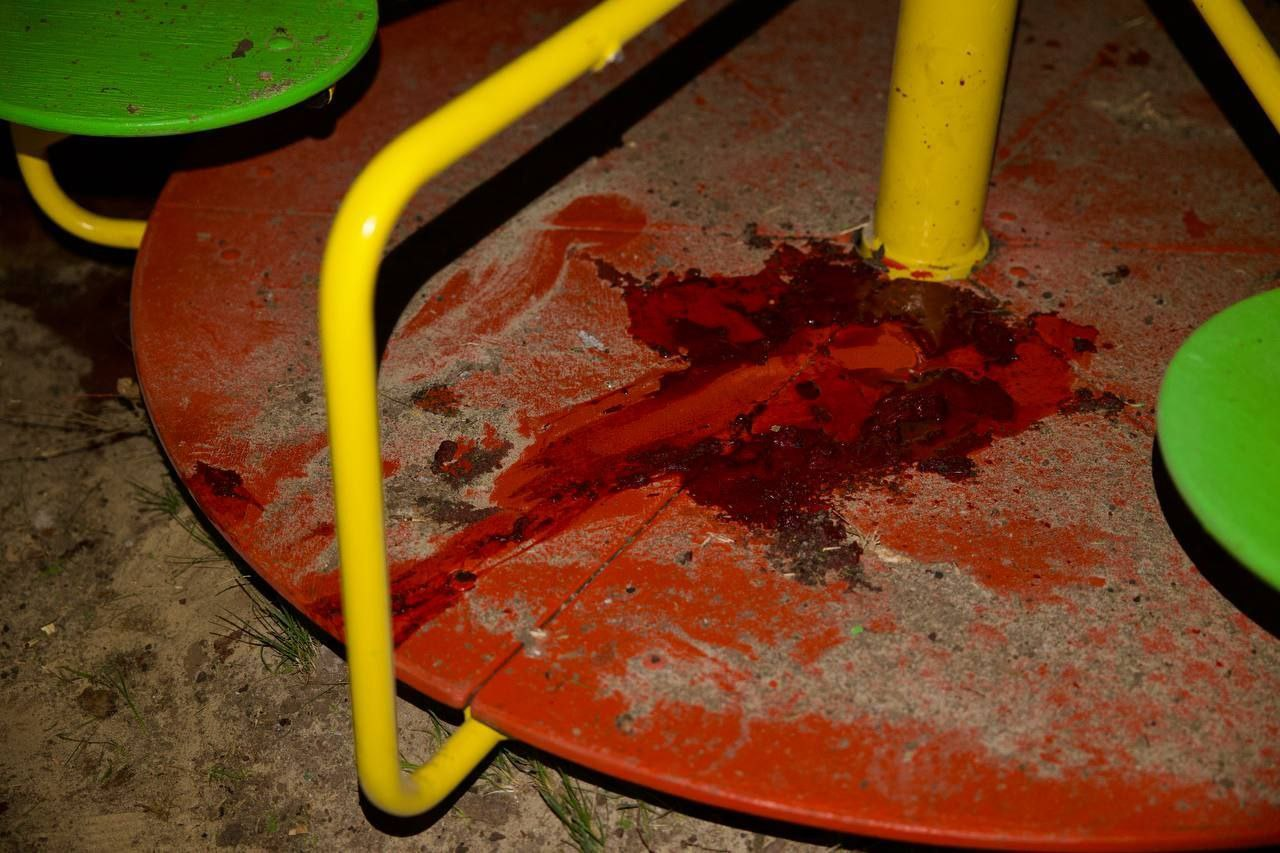
Blutverschmiertes Kinderkarussell
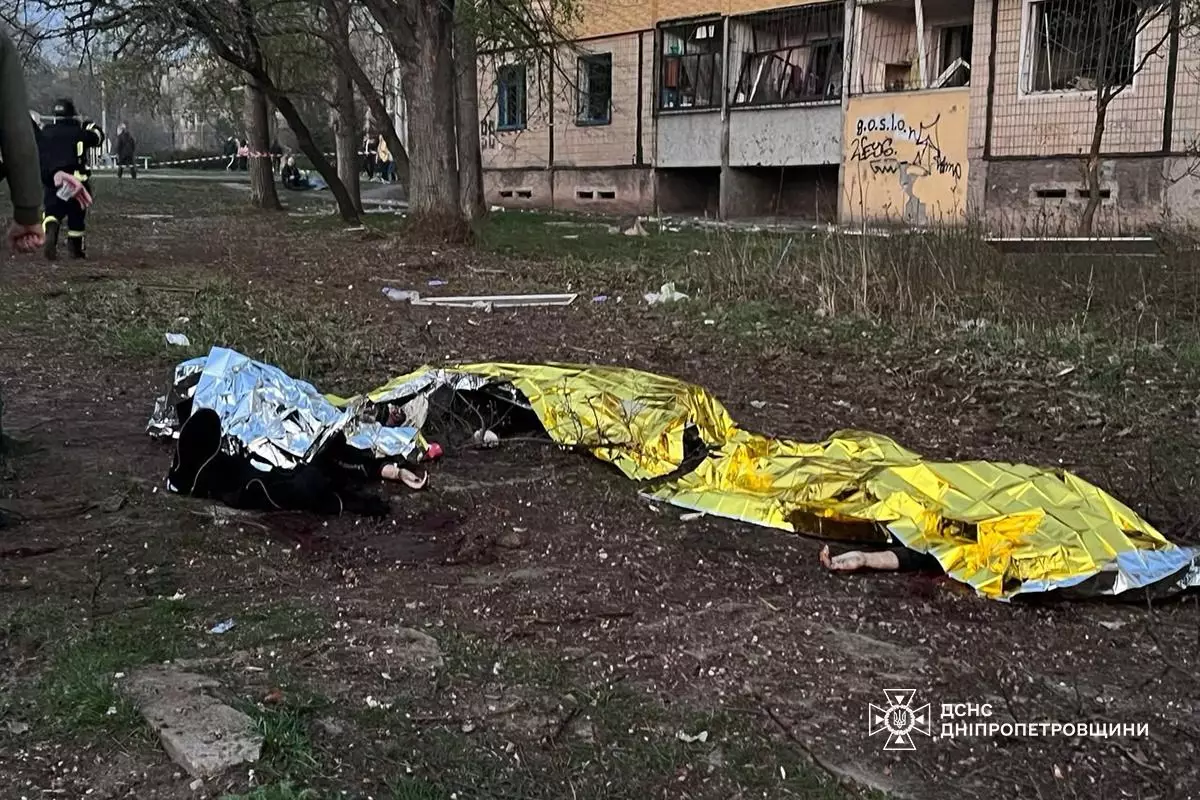
Abgedeckte Leichen
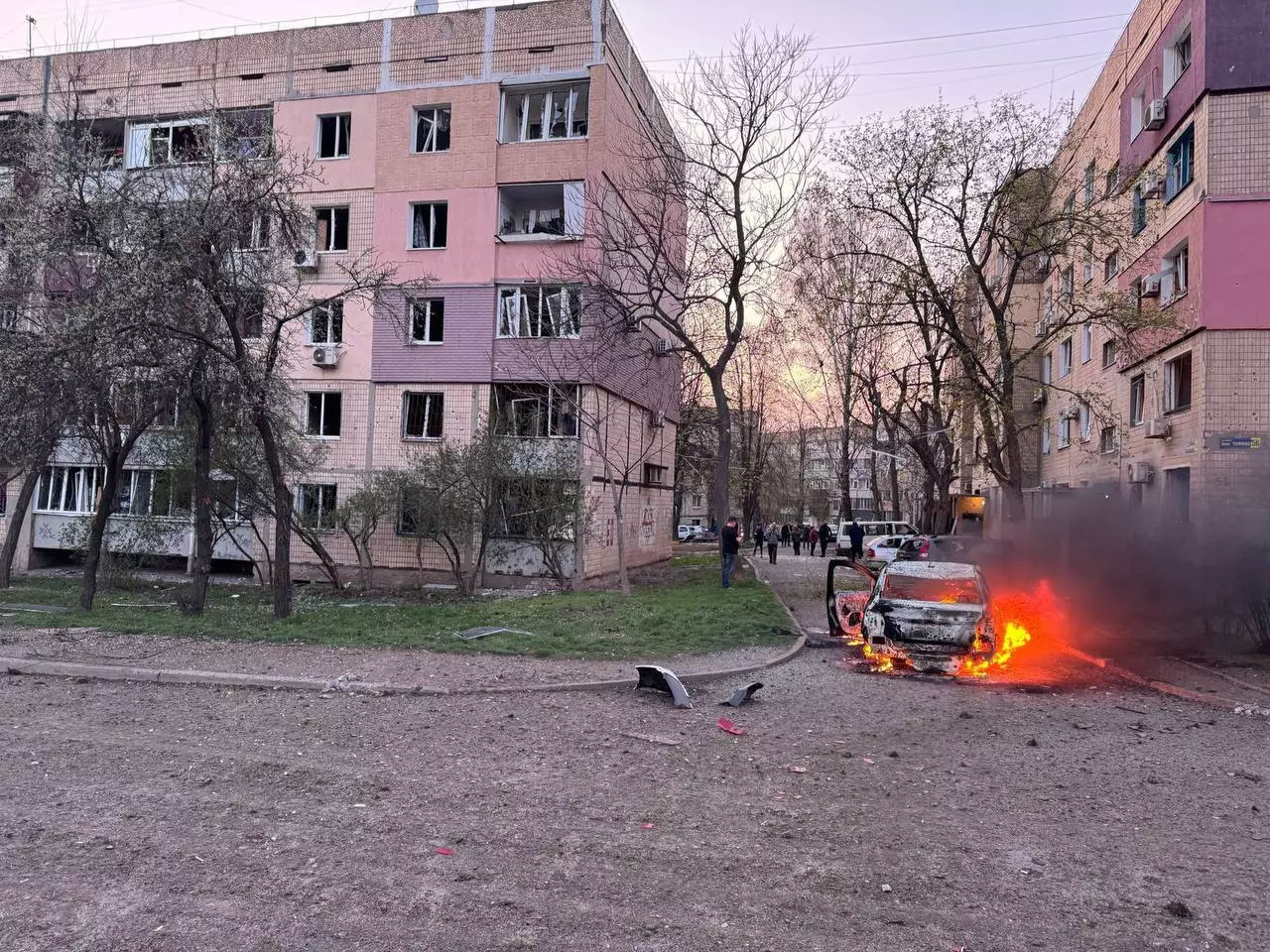
Brennende und zerstörte Zivilfahrzeuge und Gebäude im angegriffenen Wohnviertel

### Vergewaltigungen und andere Formen sexueller Gewaltverbrechen
Die Sonderbeauftragte des UN-Generalsekretärs Pramila Patten sagte im Oktober 2022, von den Russen werde sexuelle Gewalt als Kriegswaffe eingesetzt. Frauen und Mädchen sowie Männer und Jungen seien Opfer.
Im April 2022 mehrten sich Berichte aus der Ukraine, dass Frauen, Kinder und ein Baby von Angehörigen der russischen Streitkräfte vergewaltigt und teilweise dabei gefilmt worden seien. 
Diese Berichte wurden ab Juni 2022 im Zuge der Absetzung der Menschenrechtsbeauftragten des ukrainischen Parlamentes Ljudmyla Denissowa teilweise wegen mangelnder Beweise infrage gestellt. Präsident Selenskyj sagte im April 2022 in einer Ansprache vor dem litauischen Parlament: „Es wurden hunderte Vergewaltigungen registriert, auch von jungen Mädchen und sehr kleinen Kindern. Sogar an einem Baby“. Selenskyj zufolge schickte der Soldat Bytschkow aus Pskow seinen Freunden ein Video darüber, wie er das Baby missbraucht.
Insbesondere Frauen aus besetzten Gebieten, die nicht rechtzeitig fliehen konnten, erheben diese Vorwürfe gegenüber den russischen Streitkräften. „Gewalt und Vergewaltigung wird von den russischen Invasoren als Waffe eingesetzt“, sagte Kateryna Cherepakha, Präsidentin von La Strada-Ukraine, in einer Anhörung vor dem UN-Sicherheitsrat. Sie berichtete von Frauen und Mädchen, die mehrfach vergewaltigt wurden.
Laut einem Bericht des UN-Menschenrechtsrats vom August 2023 drangen im März 2022 russische Soldaten in einer Siedlung in der Nähe von Kiew in ein Haus ein, vergewaltigten die dort lebende Frau, griffen ihren Ehemann sexuell an und zwangen das Paar zum Sex, während sie zusahen. Die vierjährige Tochter des Paares wurde zu Oralsex mit einem russischen Soldaten gezwungen.
So berichtete Ljudmyla Denissowa, dass während der russischen Besetzung der Stadt Butscha im Rahmen des von russischen Militärangehörigen verübten Massakers von Butscha etwa 25 Mädchen und Frauen im Alter von 14 bis 25 Jahren systematisch vergewaltigt worden seien, während sie im Keller eines Hauses festgehalten wurden. Neun von ihnen seien dadurch schwanger geworden. Die Mädchen und Frauen berichteten, die russischen Soldaten hätten zu ihnen gesagt, sie würden die ukrainischen Mädchen und Frauen bis zu dem Punkt vergewaltigen, an dem sie keinen sexuellen Kontakt mehr mit Männern haben wollten, so dass sie keine ukrainischen Kinder mehr bekommen werden. Dabei sei ein 14-jähriges Mädchen von fünf russischen Soldaten vergewaltigt worden und dadurch schwanger geworden. Denissowa berichtete auch, dass eine Frau in Butscha an einen Tisch gefesselt und gezwungen wurde, dabei zuzusehen, wie russische Soldaten ihren 11-jährigen Sohn vergewaltigten, und dass eine 20-jährige Frau in der Stadt Irpin von drei russischen Soldaten gleichzeitig vergewaltigt wurde. Des Weiteren seien auch in Irpin Frauen von russischen Soldaten vergewaltigt und ein Teil von ihnen anschließend ermordet worden. Jaroslaw Kuz, Koordinator des Krisenstabs und der Lokalverteidigung von Irpin, berichtete: „Es gibt drei Arten von Massengräbern in der Region. […] Die sind oft gleich neben Häusern, in denen sie gelagert haben. Da wurden zum Beispiel Mädchen vergewaltigt, getötet und in eine Grube geworfen, bis diese voll war, und dann wurde die Grube zugeschüttet.“
Die Frauenorganisation der Vereinten Nationen forderte im April 2022 eine unabhängige Untersuchung der zahlreichen Vorwürfe von sexueller Gewalt im Ukraine-Krieg.
Im Mai 2022 wurden Berichte von Beamten der Vereinten Nationen und der Ukraine publik, nach denen es Vergewaltigungen an Männern jedes Alters gegeben habe. Laut der UN-Sonderbeauftragten für sexuelle Gewalt im Krieg, Pramila Patten, sind diese Berichte noch nicht verifiziert.
Bis Ende Oktober 2022 dokumentierte das UN-Menschenrechtsbüro OHCHR 86 Fälle von Vergewaltigungen, Gruppenvergewaltigungen, Zwang zu sexuellen Handlungen an anderen Personen, Schlägen, Stromschlägen und Berührungen an Genitalien, erzwungenen Entblößungen und Androhungen von sexueller Gewalt in der Ukraine. Die Mehrzahl der 86 dokumentierten Fälle wurde durch russische Soldaten und Söldner begangen. Laut den Vereinten Nationen gibt es Hinweise, dass sexuelle Misshandlungen durch russische Soldaten in der Ukraine systematisch und als Kriegswaffe eingesetzt werden. Nach Aussage vieler ukrainischer Opfer organisierten russische Kommandanten Vergewaltigungen für ihre Soldaten.

### Zivilisten und insbesondere Kinder als menschliche Schutzschilde
Laut ukrainischen Vorwürfen waren an mehreren Orten Zivilfahrzeuge und Kinder zwischen den abziehenden russischen Panzern als Schutzschilde eingesetzt worden, einen solchen Vorwurf gab es unter anderem aus Nowyj Bykiw. Kinder sollen laut den Vorwürfen auch als Geiseln genommen worden sein, damit die Eltern Meldungen über Bewegungen der Russen unterließen. Nach Angaben der ukrainischen Ombudsfrau für Menschenrechte Ljudmyla Denissowa wurden in den Oblasten Sumy, Kiew, Tschernihiw und Saporischschja Fälle registriert, in denen russische Soldaten ukrainische Kinder als menschliche Schutzschilde einsetzten.
Nach der Unbrauchbarmachung der Antoniwkabrücke über den Dnepr in der Oblast Cherson durch mehrere ukrainische Raketenangriffe Ende Juli 2022 im Rahmen einer ukrainischen Gegenoffensive in dem von russischen Truppen besetzten Gebiet, durch die die Brücke für schwere Fahrzeuge unpassierbar wurde, richteten die russischen Truppen eine Fährverbindung unter der beschädigten Brücke ein, um ihre militärischen Fahrzeuge weiterhin über den Fluss zu bringen. Bei jeder Überfahrt werden bewusst militärische und zivile Fahrzeuge gemeinsam befördert, damit die russischen Militärfahrzeuge nicht durch ukrainisches Artilleriefeuer angegriffen werden. Ein derartiger Missbrauch von Zivilisten als menschliche Schutzschilde stellt einen Verstoß gegen die Genfer Konventionen dar.

### Nutzung des Kernkraftwerkes Saporischschja als nuklearer Schutzschild
Zu Beginn des russischen Überfalls auf die Ukraine besetzten ab März 2022 russische Truppen das Kernkraftwerk Saporischschja am Fluss Dnepr auf dem Territorium der Stadt Enerhodar im Süden der Ukraine. Spätestens ab Juli 2022 benutzte das russische Militär das Gelände des Kraftwerkes als Kommandoposten, zur Lagerung von Nachschub und Munition und für Artillerieangriffe auf in Reichweite befindliche ukrainische Truppen sowie auf ukrainische Städte, die sich auf der anderen Flussseite des Dnepr noch in ukrainischer Hand befanden. Dies geschah in der Absicht, es den ukrainischen Streitkräften unmöglich zu machen, direkte Gegenangriffe auf das Gelände des Kernkraftwerkes durchzuführen, ohne dabei die Kernreaktoren und damit die gesamte Region zu gefährden. Eine derartige militärische Nutzung eines Kernkraftwerksgeländes durch die russischen Truppen stellt einen schweren Verstoß gegen die Genfer Konventionen dar.

### Freiheitsentzug, Zwangsarbeit, Folter und Erschießung von Zivilisten in besetzten ukrainischen Gebieten
Laut im Juni und Juli 2023 veröffentlichten Berichten vom Amt der Vereinten Nationen für die Koordinierung humanitärer Angelegenheiten (UNOCHA) und The Associated Press (AP) werden tausende ukrainische Zivilisten, mindestens 4000 Menschen (darunter bspw. ukrainische Beamte, aber auch andere, die Probleme mit den russischen Besatzungsbehörden bekommen hatten), in vom russischen Militär besetzten ukrainischen Gebieten in Gefängnissen, Strafkolonien und provisorischen kleinen Haftzellen gefangen gehalten, dutzende wurden dabei gefoltert und erschossen.
In diesen Einrichtungen, von denen es nach Angaben des UNOCHA 125 in den besetzten ukrainischen Gebieten gibt, werden sie als „Terroristen“, „Widerstandskämpfer/in“ oder „Kriegsgefangene/r“ geführt. Der Report des UNOCHA listet die Erschießung von 77 Gefangenen und einen durch Folter Verstorbenen auf. Die Gefangenen werden teilweise zu Zwangsarbeit, wie dem Ausheben von Front- und Schützengräben und dem Ausheben von Massengräbern, missbraucht. Dabei tragen sie russische Uniformen und werden so zum Ziel ukrainischer Artillerie. Frühere Gefangene berichteten, dass es unter anderem zu einer Erschießung kam, als sich ein Gefangener der Zwangsarbeit verweigerte. Laut russischen Dokumenten, auf die sich AP bezieht, planen die russischen Besatzungsbehörden bis zum Jahr 2026 den Bau von 25 zusätzlichen Strafkolonien und 6 Haftzentren in den besetzten ukrainischen Gebieten. AP sprach mit ehemaligen Häftlingen; fast alle gaben an, Folter erlebt oder Zeuge von Folter geworden zu sein. Die meisten berichteten, dass sie ohne Erklärung von einem Gefängnis in ein anderes verlegt wurden und dass sie entweder flüchteten, als sich eine Gelegenheit bot, oder nach einer gewissen Zeit entlassen wurden.

### Deportationen

#### Deportationen über Filtrationslager sowie Zwangsarbeit und Freiheitsentzug in Russland
Das russische Militär habe bis zu einer Million Menschen gegen ihren Willen nach Russland verschleppt, teilte die ukrainische Menschenrechtskommissarin Ljudmyla Denissowa Mitte Mai 2022 mit. Die Evakuierungen, die Russland seit Kriegsbeginn durchführe, seien keine humanitären Korridore, die mit der Ukraine vereinbart seien. Auch der Bürgermeister von Mariupol Wadim Boitschenko bestätigte die Entführung von Menschen auf das Gebiet der Russischen Föderation und der sogenannten Volksrepubliken Donezk und Lugansk. In mindestens sieben Filtrationslagern bspw. rund um Mariupol in Manhusch, Nikolske, Bezimenne und Nowoasowsk sollen Geflüchtete aus den belagerten Städten wie Mariupol verhört und anschließend auf russisches Staatsgebiet deportiert worden sein. Dem deutschen Auswärtigen Amt liegen übereinstimmende Berichte über diese russischen Filtrationslager vor, die „Schlimmstes vermuten“ ließen. „Sie beschreiben Praktiken bei den Verhören, die Zwang und auch Folter einschließen“, um bspw. eine unterstellte Tätigkeit der Zivilisten für das ukrainische Militär, auch als Arzt oder Sanitäter, zu beweisen. Über die Ausübung von Zwang, bis hin zur Drohung mit Erschießungen, wurde berichtet.
Nachdem den Betroffenen ihre ukrainischen Ausweispapiere und Geld abgenommen worden waren, erfolgte die Deportation in den Fernen Osten Russlands. Dort wurden und werden sie entweder völlig mittellos sich selbst überlassen oder zu Zwangsarbeit gezwungen.
Andere Menschen wurden offensichtlich als Geiseln nach Russland verschleppt. Bei den Gefangenenaustauschen waren auch ukrainische Zivilisten ausgetauscht worden.
In den russisch okkupierten Gebieten begann eine Politik des Terrors ähnlich den seit 2014 besetzten Gebieten, wo pro-ukrainische Aktivisten systematisch entführt und ermordet worden waren – Hunderte verschwanden spurlos. Schon vor Kriegsausbruch 2022 wurde vor den von Russland erstellten Todeslisten gewarnt.
Nach Angaben des russischen Verteidigungsministeriums wurden aus den umkämpften Gebieten in der Ukraine seit Beginn der Invasion bis zum 19. Mai 2022 1,36 Millionen Menschen nach Russland gebracht. Mehr als 230.000 von ihnen seien Kinder.
Am 1. September 2022 stellte Human Rights Watch einen 71-seitigen Bericht, der die Deportationen und Filtrationen dokumentiert, vor.
Im Juni und Juli 2023 veröffentlichte das Amt der Vereinten Nationen für die Koordinierung humanitärer Angelegenheiten (UNOCHA) und The Associated Press (AP) Berichte zu den tausenden ukrainischen Zivilisten, die nach Russland deportiert wurden. Von diesen werden laut den Berichten mindestens 4000 (ebenso viele, wie Russland in den ukrainischen besetzen Gebieten gefangen hält) in Gefängnissen und Straflagern gefangen gehalten, dort teils gefoltert und zu Zwangsarbeit gezwungen.
8000 ukrainische Zivilisten wurden laut ukrainischen Angaben bis März 2025 in russische Gefängnisse verschleppt. Das IKRK wird nicht über diese Gefangenen informiert. Die Genfer Konvention schreibt ein Informationsbüro vor, das aber in Russland nicht existiert. 90 Prozent der Zivilisten wurden laut dem UNO-Hochkomissar für Menschenrechte gefoltert (März 2024). Russland benutzt völkerrechtswidrig Zivilisten als Geiseln, um sie gegen Soldaten auszutauschen.

#### Deportation von ukrainischen Kindern nach Russland
Russland deportiert mutmaßliche oder vermeintliche Kriegswaisen aus der Ukraine nach Russland und forciert dort ihre rasche Adoption. So werden aus der Ukraine entführte Kinder auf von der russischen Regierung betriebenen Adoptions-Webseiten angeboten. Um die ukrainische Herkunft der Kinder vor der internationalen Gemeinschaft zu verschleiern, werden die Kinder mit falschen oder geänderten Namen, falschem Alter oder Geburtsdatum, falschem Geburtsort und komplett gefälschten Geburtsurkunden zur Adoption angeboten. Sämtliche tatsächlichen (Vorkriegs-)Waisen hingegen waren bis zum 27. Februar aus Mariupol evakuiert worden. Die russische Propaganda benütze die Kinder als Vorzeigeobjekte einer „Befreiung“ von Ukrainern nebst der Vernichtung von „Nazis“. Es kursierten Berichte mit Zahlen von bis zu 150.000 ukrainischen Kindern, welche in Transporten nach Russland gelangt seien, nebst den hunderttausenden Ukrainern, welche weit ins Landesinnere Russlands deportiert worden waren. Laut Ivan Krastev sei die schwierige demografische Lage Russlands stets eines der für Putin „empfindlichen“ Themen gewesen und die Demografie sei für ihn „von entscheidender Bedeutung“. Auch der Militärexperte Gustav Gressel vom European Council on Foreign Relations (ECFR) nennt in diesem Zusammenhang „die Trennung von ukrainischen Kindern von ihren Familien und die Adoption zur Russifizierung, die Deportation von Ukrainern nach Russland“.
Auf den Schulbeginn am ersten September 2022 hin wurde Ukrainern, die ihre Kinder in den besetzten Gebieten nicht in von Russland kontrollierte Schulen schicken wollten, gedroht, ihnen das Sorgerecht zu entziehen und ihnen die Kinder wegzunehmen. Es sollten Namenlisten angefertigt werden darüber, welche Kinder schulpflichtig sind und welche gerne „ihre Gesundheit auf dem Territorium der Russischen Föderation verbessern möchten“, wie es in den euphemistischen Verlautbarungen hieß. Aus anderen Gebieten wie Isjum wurden Kinder in Sommerlager nach Russland gebracht und sind nie zurückgekehrt. Die Umerziehung solcher Kinder in Russland gehört möglicherweise zu den Handlungen, welche „Merkmale genozidaler Kriegsführung“ erfüllen könnten.
Das Europäische Parlament verurteilte die zwangsweise Verbringung von ukrainischen Kindern nach Russland und sanktionierte zunächst die russische Kinderrechtskommissarin Marija Lwowa-Belowa, und mit dem neunten Sanktionspaket wurden Vermögenssperren und EU-Einreiseverbote gegen mehrere weitere an der illegalen Verbringung von Kindern Beteiligte verhängt. Das vorgeworfene russische Vorgehen sei laut der britischen Professorin für internationales Menschenrecht Alison Bisset nach internationalem Recht strikt verboten.
Im November 2022 gab die ukrainische Regierung an, dass ihr 10.764 ukrainische Kinder namentlich bekannt seien, die im Zuge des Krieges nach Russland verschleppt wurden. Laut der US-amerikanischen Yale University wurden bis Februar 2023 mindestens 6000 ukrainische Kinder in 43 russische Lager bzw. Einrichtungen auf der Krim oder in Russland deportiert: „Der Hauptzweck der Lager scheint die politische Umerziehung zu sein.“ Es handelte sich laut den Recherchen bei den ukrainischen Kindern sowohl um Waisen als auch um solche mit Eltern oder Vormündern. Einige Kinder sind dem Bericht der Yale University zufolge von russischen Familien adoptiert oder in Pflegefamilien untergebracht worden.
Bereits im Juli 2022 schätzten die Vereinigten Staaten, dass Russland seit 24. Februar 2022 etwa 260.000 ukrainische Kinder zwangsdeportiert habe. Im Juli 2023 gab die russische Regierung selbst an, dass sie etwa 700.000 ukrainische Kinder auf russisches Territorium verbracht habe.
Am 17. März 2023 erließ der Internationale Strafgerichtshof aufgrund des „begründeten Verdachts“ („reasonable grounds to believe“) der Deportation von Kindern aus den besetzten Gebieten Haftbefehle gegen den russischen Präsidenten Wladimir Putin und die Präsidialkommissarin für Kinderrechte Marija Lwowa-Belowa.
Vorübergehend nach Russland deportierte ukrainische Kinder, die eine Hilfsorganisation zurück in ihre Heimat bringen konnte, berichteten von versuchter Gehirnwäsche in Russland und dass sie dort in Waisenheimen oder von Pflegeeltern dazu angehalten wurden, die Ukraine zu hassen.
Seit 6. Mai 2024 müssen Mütter, die in den besetzten Gebieten ein Kind im Krankenhaus zur Welt bringen, nachweisen, dass wenigstens ein Elternteil die russische Staatsbürgerschaft besitzt. Sonst kann das Kind gleich an Ort und Stelle weggenommen werden. Diese Vorgehensweise verstößt nach Angabe des Institute for the Study of War (ISW) gegen die Völkermordkonvention der UNO, weil sie auf Geburtenverhinderung innerhalb einer Bevölkerungsgruppe gerichtet ist.

### Gezielte Angriffe auf zivile Rettungskräfte
In der Nacht vom 7. auf den 8. August 2023 führte Russland einen Angriff mit zwei Raketen auf ein Wohnviertel in der Stadt Pokrowsk durch. Dabei wurden zwei Wohnhäuser, ein Hotel, verschiedene Geschäfte und ein Verwaltungsgebäude getroffen. Die zweite Rakete schlug am gleichen Ort etwa 40 Minuten nach der ersten Rakete ein, als sich aufgrund des ersten Einschlages bereits zahlreiche Ersthelfer und Rettungskräfte am Einschlagsort befanden. Aufgrund der 40-minütigen Verzögerung zwischen dem ersten und dem zweiten Einschlag werfen ukrainische Behörden den russischen Truppen vor, neben den zivilen Gebäuden mit der zweiten Rakete gezielt Ersthelfer und zivile Rettungskräfte angegriffen zu haben. Der Sprecher des ukrainischen Katastrophenschutzes warf Russland vor, auf diese Weise in Pokrowsk und bei ähnlich ausgeführten Raketenangriffen gezielt mindestens 78 Rettungskräfte getötet und 280 verwundet zu haben. Der gezielte Angriff auf Helfer oder medizinische Rettungskräfte, um zu verhindern, dass Verwundete eine medizinische Versorgung erhalten, stellt gemäß dem IV. Abkommen der Genfer Konventionen ein Kriegsverbrechen dar.

### Ukrainische Zivilisten als Übungsziele für russische Drohnenausbildung
Vor allem ab Herbst 2023 und verstärkt ab 2024 begann die russische Armee, zahlreich und gezielt FPV-Drohnen gegen ukrainische Zivilisten einzusetzen, die sich viele Kilometer hinter der Front aufhielten und ihrem Alltag nachgingen. So machten russische Drohnen-Piloten beispielsweise in der Region und in der Stadt Cherson gezielt Jagd auf ukrainische Zivilisten, die gerade ihre privaten Wohnhäuser verließen, im Garten ihres Hauses arbeiteten, Einkäufe aus ihren zivilen Privatfahrzeugen ausluden oder mit ihren Privatfahrzeugen unterwegs waren. Auch Feuerwehrautos, Zivilisten an Bushaltestellen, ältere Leute auf Märkten, Kinder auf Fahrrädern und sonstige Passanten wurden gezielt angegriffen. Die Videos der Angriffe wurden teilweise von den russischen Drohneneinheiten selbst im Internet und durch russische Militärblogger veröffentlicht und von diesen öffentlich gefeiert. In Cherson wurden allein von August bis Oktober 2024 etwa 100 derartige Drohnenangriffe pro Tag gezielt auf Zivilisten registriert. Dutzende Menschen kamen ums Leben. Mehrere tausend Zivilisten wurden allein in Cherson und Umgebung verletzt, viele verloren Arme und Beine oder erlitten schwere Kopfverletzungen. In der Kleinstadt Beryslaw nahe Cherson wurden bei 120 registrierten Drohnenangriffen allein bis Juli 2024 insgesamt 16 Menschen getötet und 120 teils schwer verletzt. Dabei handelte es sich ausschließlich um Zivilisten, die gezielt durch russische Drohnen angegriffen wurden. Auch Mitarbeiter ziviler Hilfsorganisationen und ihre Fahrzeuge, die aus der Luft sichtbar als zivile Rettungsfahrzeuge gekennzeichnet waren, wurden gezielt durch russische Drohnen angegriffen. Presseberichten zufolge nutzen russische Drohneneinheiten gezielt ukrainische Zivilisten als Ziele, um neue Drohnen zu testen und Soldaten im Umgang mit FPV-Drohnen auszubilden. Dazu wurde nach russischen Angaben unweit der Stadt Cherson vom russischen Militär eine unterirdische Drohnenschule eingerichtet. Auf Propagandaaufnahmen des russischen Militärs wird bildlich gezeigt und erläutert, dass dort in großer Zahl neue russische Drohnenpiloten ausgebildet würden, die von der russischen Militärführung angewiesen wurden, jedes Ziel in Cherson als legitimes Übungsziel anzusehen, egal ob es sich dabei um militärische Objekte oder Zivilisten handelt. Die gesamte Stadt Cherson soll dem russischen Militär zufolge mittels dieser Drohnen-Safaris in eine Todeszone verwandelt werden, um die ukrainische Zivilbevölkerung gezielt zu terrorisieren. Zudem sollen durch die Veröffentlichung der Videos Spendengelder aus der russischen Bevölkerung für die russischen Drohneneinheiten gesammelt werden.

### Einsatz verbotener Waffen

#### Chemiewaffen
Im Jahr 2024 behaupteten sowohl der ukrainische Generalstab als auch die US-amerikanische Regierung, dass die russischen Streitkräfte chemische Kampfstoffe (darunter Chlorpikrin und CS-Gas) in der Ukraine gegen die ukrainische Infanterie eingesetzt hätten. Russland verstoße somit gegen die Chemiewaffenkonvention, der es selbst angehört. Im November 2024 konnte die Organisation für das Verbot chemischer Waffen nach mehrmonatigen Untersuchungen bestätigen, dass Russland in zahlreichen Fällen immer wieder chemische Kampfstoffe wie Chlorpikrin und CS-Gas gegen die Ukraine einsetzt. Nach ukrainischen Angaben setzte Russland bis November 2024 mindestens 4.800 mal chemische Kampfstoffe in der Ukraine ein. Der Kommandeur der russischen ABC-Truppen, Generalleutnant Igor Kirillow, der für den Einsatz der chemischen Kampfstoffe verantwortlich gemacht wird und aufgrund dessen bereits internationalen Sanktionen unterlag, wurde am Morgen des 17. Dezember 2024 vom ukrainischen Sicherheitsdienst SBU durch einen Bombenanschlag getötet.
Im Juli 2025 berichteten der Bundesnachrichtendienst und zwei niederländische Geheimdienste, dass die russischen Streitkräfte den chemischen Lungenkampfstoff Chlorpikrin sowie Tränengase häufig einsetzen.

#### Sprengfallen bzw. Antipersonenminen
Teilweise ließen russische Militäreinheiten in von ihnen aufgesuchten bzw. besetzten ukrainischen Gebieten Sprengkörper (bspw. Landminen, in Gebäuden von geflüchteten Zivilisten auch Sprengfallen) zurück. Dokumentiert wurden Sprengsätze u. a. in Küchenregalen, in Kinderspielzeug, unter Betten, an Toiletten und Waschmaschinen. In der Folge entstandene Personenschäden sind dokumentiert. Im Jahr 2023 wurde berichtet, dass in einer aufgegebenen Stellung eine Sprengfalle unter zwei zurückgelassenen toten russischen Soldaten gefunden wurde. Russland hat das im Jahr 1999 in Kraft getretene Ottawa-Abkommen, das Einsatz, Lagerung, Herstellung und Weitergabe von Antipersonenminen verbietet, nicht unterzeichnet.

#### Streumunition
Human Rights Watch hat den Einsatz von Streumunition durch russische Streitkräfte in mehreren Städten dokumentiert, darunter in Charkiw, Mykolajiw und Wuhledar. Nach Angaben jener Organisation kamen bei der Bombardierung von Schulen, Wohn- und Krankenhäusern mit Streumunition hunderte Zivilisten ums Leben. So setzte Russland beispielsweise im April 2024 eine Iskander-Rakete mit einem Gefechtskopf mit Streumunition gezielt gegen Zivilisten in Odessa ein. Seit Beginn des Krieges haben (Stand Juni 2022) fast ausschließlich russische Truppen völkerrechtlich verbotene Streumunition eingesetzt – die Ausnahme ist ein einziger bekannter Einsatz durch ukrainische Streitkräfte. Jedoch haben weder die Ukraine noch Russland das Übereinkommen über Streumunition, das Streumunition verbietet, unterzeichnet.

#### Phosphorbomben
Am 12. März wurde nach Angaben einer Hilfsorganisation, der ukrainischen Menschenrechtsbeauftragten Ljudmyla Denissowa und der örtlichen Polizei der Stadt Popasna ein Altersheim von einer Phosphorbombe (die als Brandwaffe nach der Genfer Konvention geächtet ist) getroffen, wodurch alle 60 Bewohner getötet worden seien. Am 23. März kam es nach Angaben des Bürgermeisters von Irpin, Oleksandr Markushyn, auch in Irpin und Hostomel (Oblast Kiew) zum Einsatz von Phosphorbomben durch die russischen Streitkräfte. Am 24. März beschuldigte der Gouverneur von Luhansk die russischen Streitkräfte, Phosphorbomben auf Rubischne abgeworfen zu haben.

### Gezielte Zerstörung ziviler Infrastruktur

#### Energie- und Wasserinfrastruktur
Nach den zunehmenden militärischen Rückschlägen des russischen Militärs in Folge ukrainischer Gegenoffensiven und Rückeroberungen im Osten und Süden der Ukraine verstärkte Russland die gezielten Angriffe gegen die zivile ukrainische Infrastruktur, wie die gesamte Energieinfrastruktur (Kraftwerke, Umspannwerke, Stromleitungen etc.) und Wasserinfrastruktur (Staudämme, Wasserwerke, Wasser-Reservoirs etc.), um die ukrainische Zivilbevölkerung zu terrorisieren. Dass die Angriffe auf die zivile Infrastruktur gezielt erfolgten und beabsichtigt waren, wurde am 31. Oktober 2022 vom russischen Verteidigungsministerium offiziell bestätigt.
Der im Oktober 2022 als neuer Kommandeur der in der Ukraine kämpfenden Truppen vorgestellte General Sergej Surowikin gilt als Befürworter massiver Raketenschläge auch gegen zivile Infrastruktur.
Anfang Juni 2023 wurde der Kachowska-Staudamm zerstört.

#### Angriffe auf die Nahrungsmittelversorgung
Nach dem Ende des durch Russland aufgekündigten Getreideabkommens begann Russland mittels Luftangriffen auf die ukrainischen Häfen von Odessa und Reni bzw. auf dortige Getreidesilos eine systematische Vernichtung von dort gelagerten Grundnahrungsmitteln. So wurden am 21. Juli 100 Tonnen Erbsen und 20 Tonnen Gerste, am 2. August 40.000 Tonnen Getreide, am 19. Juli 60.000 Tonnen Getreide, am 23. August 13.000 Tonnen Getreide durch russische Luftangriffe vernichtet. Weitere Angriffe auf Getreideterminals erfolgten am 16. August und 3. September. Nach Angaben der Germany Trade and Invest (GTAI) vernichtete Russland allein bis Anfang August 2023 durch Angriffe auf ukrainische Hafenanlagen bzw. Silos rund 220.000 Tonnen Weizen, Mais und Erbsen. Dies tat Russland laut der GTAI, um die Ukraine dauerhaft als Getreideexporteur auszuschalten.

### Plünderungen
Nach dem Rückzug der russischen Einheiten aus Trostjanez, Butscha und anderen Ortschaften in den Nord- und Ostgebieten der Ukraine fanden sich dort Beweise für Plünderungen und Brandschatzung. Die Soldaten gehörten oft ethnischen Minderheiten wie bspw. den Burjaten an und stammten aus ärmlichen ländlichen Gebieten Russlands. Sie zeigten sich teils vom scheinbaren Wohlstand der Bewohner überrascht. Die Bereicherung reichte von Nahrungsmitteln und lebendem Kleinvieh (mangels eigener Truppenversorgung) über Klosettschüsseln, Verbraucherelektronik, Küchenutensilien, Kühlschränke, Waschmaschinen, Hundehütten und sogar Kleidung bis zu Gold und Schmuck. Berichtet wurde in dem Kontext von einem systematischen Ausmaß an Beutezügen in Privathäusern und Geschäften. Russische Soldaten sollen mehr als zwei Tonnen solcher Ware über den russischen Kurierdienst SDEK im belarussischen Masyr, nahe der Grenze zur Ukraine, versendet haben, meldete das journalistische Projekt Belaruski Gayun am 1. April. Ein Großteil der Soldaten hätte Pakete nach Rubzowsk in Westsibirien (Region Altai) versendet.
Der Geheimdienst des ukrainischen Verteidigungsministeriums (HUR) meldete, dass es zwischen Einheiten der russischen Streitkräfte (unter anderem zwischen Kadyrowzy und burjatischen Soldaten) Verteilungskämpfe mit Schusswaffeneinsatz um die Kriegsbeute gab.
In Nachbarorten sollen die Soldaten regelrechte Basare betrieben haben. In Naroulja sollen unter anderem „Waschmaschinen und Geschirrspüler, Kühlschränke, Schmuck, Autos, Fahrräder“ angeboten worden sein. Mitte März zeigten Bilder auf ukrainischen Telegram-Kanälen einen ausgebrannten russischen Lastwagen mit einem guten Dutzend Waschmaschinen. Es wurde ein Telefonmitschnitt veröffentlicht, in dem sich russische Soldaten über erbeutete Gegenstände unterhalten. Daraufhin erließ SDEK die Weisung, dass ab 5. April Pakete nur noch gegen Vorlage eines Kaufbelegs oder einer Garantiebescheinigung zum Versand angenommen werden.
Berichtet wurde vor dem Hintergrund der Plünderei auch, dass gestohlene Lebensmittel andernorts, als „humanitäre Spenden“ deklariert, wieder an die ukrainische Bevölkerung ausgegeben wurden.
Der ukrainischen Regierung zufolge beschlagnahmen die russischen Streitkräfte in den von ihnen besetzten Regionen Saporischschja, Cherson, Donezk und Luhansk das geerntete Getreide. Insgesamt seien mehrere Hunderttausend Tonnen Getreide abtransportiert worden.
Ein ukrainischer Landmaschinenhändler aus Melitopol gab an, dass sein gesamtes Warensortiment im Wert von etwa fünf Millionen US-Dollar abtransportiert worden sei. Durch GPS-Tracking konnten einige der gestohlenen Maschinen später in Tschetschenien verortet werden.
In der Region um die unter russischer Besatzung stehende Stadt Cherson beobachtete das ukrainische Militär nach eigenen Angaben im November 2022 russische Konvois mit gestohlenen Haushaltsgeräten und Baumaterialien sowie die Demontage von Mobilfunkmasten und -anlagen. Zudem seien aus einem Regionalmuseum „alle Kunstgegenstände und sogar die Möbel“ entwendet worden.

### Leichenverbrennungen zur Beweisvernichtung
Am 6. April 2022 warf der Bürgermeister von Mariupol Russland vor, zur Vertuschung von Kriegsverbrechen Leichen in mobilen Krematorien zu verbrennen, hinreichende Belege dafür gibt es nicht. Auch der ukrainische Parlamentsabgeordnete Oleksij Hontscharenko berichtete in einem auf Twitter veröffentlichten Video von nackten Frauenleichen, die unweit von Kiew am Straßenrand gefunden worden seien. „Sie verstehen, was passiert ist“, sagte er – und deutete damit offensichtlich Vergewaltigungen an. Die Russen hätten versucht, die Leichen der Frauen zu verbrennen, so Hontscharenko weiter. Auch diese Aussagen ließen sich zunächst nicht überprüfen.

### Zwangsrekrutierung in den „Volksrepubliken“
Kurz vor Beginn der russischen Invasion in die Ukraine wurde ukrainischen Männern in den selbstproklamierten Volksrepubliken Donezk und Luhansk die Ausreise untersagt; viele wurden zwangsrekrutiert und nach einer militärischen Kurzeinführung ohne Verpflegung an die Front gegen ihre eigenen Landsleute geschickt. Über den Telegram-Kanal Batman DNR wird (Stand Mai 2022) unter anonymer Administration über solche Missstände in der Volksrepublik informiert.
Nach der Mobilmachung Russlands im September 2022 hat die russische Verwaltung in den besetzten ukrainischen Gebieten, nach Angaben einer ukrainischen Menschenrechtsorganisation, mit der Zwangsrekrutierung von Ukrainern begonnen.

### Diverses
Am 28. Februar 2022 wurde in Makariw ein ziviles Fahrzeug von einem Schützenpanzer des Typs BMP-2 mit russischer Kennzeichnung ohne Vorwarnung beschossen. Zwei Menschen starben.
Der Bürgermeister der Stadt Irpin gab an, während der russischen Besetzung der Stadt seien zahlreiche Zivilisten, die den russischen Soldaten nicht „gefielen“ oder ihnen nicht gehorchten, hingerichtet und ihre Körper anschließend absichtlich mit Panzern überrollt worden. Die Bewohner der Stadt hätten die Leichen schließlich mit Schaufeln wieder vom Asphalt „gekratzt“.
Der freie Journalist Arndt Ginzel wertete für das ZDF-Magazin frontal ein Video aus, das von einer ukrainischen Drohne am 7. März 2022 westlich von Kiew aufgenommen wurde. Zwei Fahrzeuge eines zivilen Konvois, der über die E 40 entkommen wollte, gerieten unter Beschuss. Eine Frau in einem Wagen wurde dabei getötet, aus dem stehengebliebenen Fahrzeug stieg ihr Ehemann mit erhobenen Händen aus und wurde ebenfalls erschossen. Im Wagen befanden sich auch das Kind des Ehepaars und eine Freundin der Familie, die die russischen Soldaten weggehen ließen. Das Fahrzeug mit der Leiche der Frau wurde später in Brand gesteckt aufgefunden.
Reporter ohne Grenzen hat nach eigenen Angaben wegen der Entführung und Gefangennahme von Journalisten bereits drei Beschwerden gegen die russischen Streitkräfte beim Internationalen Strafgerichtshof in den Haag eingereicht. In einem Fall war ein ukrainischer Reporter neun Tage lang festgehalten worden. Er sei mit einer Eisenstange geschlagen und mit Strom gefoltert worden, hieß es. Außerdem sei ihm die Hinrichtung angedroht worden. Reporter ohne Grenzen hat die Aussagen des Reporters umfangreich verifiziert und dokumentiert.

### Russische Verbrechen gegen Kriegsgefangene
Bis Anfang Oktober 2024 waren der ukrainischen Staatsanwaltschaft 93 Fälle von Erschießungen ukrainischer Kriegsgefangener bekannt.

#### Folter, Verstümmelung und Mord
Videoaufnahmen belegen, wie ukrainische Kriegsgefangene von russischen Kombattanten erschossen und (unter anderem zu Tode) verstümmelt wurden: Neben mindestens einer Erschießung und einer Enthauptung existieren Videos, die die Abtrennung von Gliedmaßen und Genitalien von Kriegsgefangenen zeigen. Dank Open Source Intelligence konnte ein Täter namentlich identifiziert werden.
Immer wieder fanden nachgewiesene Morde an ukrainischen Kriegsgefangenen durch russische Soldaten statt. Teilweise handelten die russischen Soldaten aus eigenem Antrieb heraus, teilweise wurden die Morde auch durch russische Kommandeure angeordnet. So konnte beispielsweise Human Rights Watch durch Video- und Audioaufnahmen sowie durch Aufnahmen von Aufklärungsdrohnen zweifelsfrei nachweisen, dass allein im Zeitraum von Februar bis April 2024 mehrere Dutzend unbewaffnete ukrainische Kriegsgefangene durch russische Soldaten – auch auf Anweisung ihrer Kommandeure hin – durch Schüsse in Rücken und Hinterkopf hingerichtet wurden.
Ein ehemaliger Söldner der Gruppe Wagner, der nach Norwegen flüchtete, nachdem sein Kampfeinsatz ohne sein Zutun verlängert worden war, berichtete, dass mitunter ukrainische Gefangene durch Wagner-Söldner hingerichtet wurden.
Die Hinrichtung von Oleksandr Mazijewskyj, die im Frühjahr 2023 durch Verbreitung eines Videos von der Tat im Internet bekannt wurde, ist ein Beispiel für an ukrainischen Kriegsgefangenen begangene Verbrechen durch die russische Kriegspartei.
Ein ehemaliger Marinekämpfer und Verteidiger des Asow-Stahlwerks, der nach der Gefangennahme bei einem Gefangenenaustausch im September 2022 freigekommen war, schilderte in einem Interview mit Sky News seine Foltererlebnisse im Gefängnis von Oleniwka. Er sagte, sie seien etwa 800 Gefangene in einer Zelle gewesen, die eigentlich nur für 150 Gefangene konzipiert wurde. Das dauerhafte Stehen an nur einer Position durch den Platzmangel führte dazu, dass seine Beinmuskulatur verkümmerte. Außerdem musste der Soldat am Arm operiert werden, diese Operation soll mit nur einer Zange und ohne Anästhesie vollzogen worden sein. Pro Tag hätten die Gefangenen nur 30 Sekunden Zeit gehabt, um zu essen. Als Mahlzeit gab es hartes Brot, welches für die Gefangenen, denen die Zähne ausgeschlagen worden waren, äußerst schwierig zu verzehren war. Weiter berichtete er, dass sie mit Stöcken geschlagen wurden, Elektroschocks bekamen und ihnen Nadeln unter die Nägel gesteckt wurden.
Laut UN-Angaben wurden und werden ukrainische Soldaten in russischer Kriegsgefangenschaft umfassend und systematisch gefoltert, unter anderem unter Einsatz von Hunden, mit schweren Schlägen mit verschiedenen Instrumenten und mit Elektroschocks. In einem UN-Bericht wird geschildert, wie den Kriegsgefangenen brutal und unablässig schwere Schmerzen und schweres Leid während nahezu der gesamten Zeit der Gefangenschaft zugefügt wurden. Sowohl gegen weibliche als auch gegen männliche ukrainische Kriegsgefangene wurde zudem auch sexuelle Gewalt angewandt, so beispielsweise Folterungen an den Genitalien, anstößige Berührungen und die Androhung und Durchführung von Vergewaltigungen. Weiterhin führt der Bericht auf, dass ukrainische Kriegsgefangene von den russischen Bewachern systematisch unterernährt wurden, so dass sie an Hunger litten und deshalb gezwungen waren, Würmer, Seife, Papier und Hundefutter zu essen. Nahezu alle ukrainischen Kriegsgefangenen, die während des Krieges im Rahmen von Gefangenenaustauschen zurück an die ukrainische Seite übergeben wurden, waren stark abgemagert und litten an starker Unterernährung, obwohl gemäß international gültigen Abkommen, die auch Russland unterschrieben hat, jede Kriegspartei verpflichtet ist, Kriegsgefangene mit der gleichen oder gleichwertigen Verpflegung zu versorgen wie die eigenen regulären Soldaten. Die Behandlung der ukrainischen Kriegsgefangenen durch Russland verstößt sowohl gegen die Haager Landkriegsordnung als auch gegen das Genfer Abkommen über die Behandlung der Kriegsgefangenen und gegen die Genfer Konventionen.

#### Massaker an ukrainischen Kriegsgefangenen in Oleniwka
Am 29. Juli 2022 kamen mindestens 50 ukrainische Kriegsgefangene durch einen Brand in einem russischen Kriegsgefangenenlager in der Stadt Oleniwka im Rajon Wolnowacha in der Oblast Donezk ums Leben. Mindestens 70 wurden verletzt. Unter dem russischen bzw. prorussischen Wachpersonal gab es keine Toten oder Verletzten. Nach übereinstimmenden Angaben des Internationalen Roten Kreuzes, eines Sprechers der russischen Armee sowie der ukrainischen Streitkräfte handelte es sich bei den Kriegsgefangenen größtenteils um ukrainische Soldaten, die sich am Ende der Belagerung von Mariupol im Asow-Stahlwerk nach monatelangen Kämpfen den russischen Truppen ergeben hatten und denen eine gute Behandlung und Möglichkeit auf einen Gefangenenaustausch, teils am folgenden Tag, in Aussicht gestellt worden war.
Nach Angaben der Ukraine und unabhängiger Experten wurden die Kriegsgefangenen von russischen bzw. prorussischen Truppen durch Zündung einer Brandbombe oder Beschuss mit Brandwaffen gezielt hingerichtet, vermutlich um Folter und nachweisbare gezielte Hinrichtungen zu vertuschen. Die russische Seite behauptet, das Kriegsgefangenenlager sei von ukrainischen Truppen mit HIMARS-Raketenwerfern beschossen worden – eine Version, die von Beobachtern schon wegen der kurzen Distanz als wenig plausibel bewertet wurde und aufgrund des Fehlens typischer Schäden eines HIMARS-Einschlags praktisch ausgeschlossen sei; auch laut Experten des Militärverlags Jane’s gebe es an Innenwänden und Dach der Kaserne kaum Spuren von Fragmenten, dafür Anzeichen von Schäden durch extrem hohe Temperaturen. Augenzeugen hätten keine Explosion gehört. Zudem waren kurz vor dem angeblichen „ukrainischen“ Schlag Gräber ausgehoben worden und noch an diesem Tag waren Gefangenengruppen hierher verlegt worden.
Russland sprach zwar offiziell eine Einladung an das Internationale Rote Kreuz aus, um den Vorfall vor Ort neutral zu untersuchen, verweigerte jedoch einer Delegation des Internationalen Roten Kreuzes den Zugang zum Kriegsgefangenenlager.
Auch einen Monat nach dem Vorfall konnte noch keine unabhängige Kommission den Ort besuchen.
Als die Ukraine im Oktober Druck auf das IKRK ausübte, erklärte das Rote Kreuz, weiterhin keinen Zugang zu den ukrainischen Soldaten, welche sich in Oleniwka in russischer Kriegsgefangenschaft befanden, erhalten zu haben.
Die UNO bestimmte im August eine Mission zur Untersuchung des Vorfalls, laut deren Generalsekretär hatten sowohl die Ukraine als auch Russland eine solche gefordert. Aufgrund des Fehlens klarer Sicherheitsgarantien gab Stephane Dujarric im Januar 2023 in einer UNO-Pressekonferenz bekannt, dass die Mission aufgelöst werde und wieder aufgenommen werden könne, sobald solche Sicherheitsgarantien für eine Arbeit der Inspektoren vor Ort vorhanden seien.

## Verbrechen durch die ukrainische Seite nach dem 24. Februar 2022
Ende März 2022 kursierte ein Video, das zeigen sollte, wie ukrainische Soldaten russischen Kriegsgefangenen in die Beine schießen.
Die Leiterin des UN-Menschenrechtsbüros in der Ukraine, Matilda Bogner, sagte, eine Reihe von Videos werde untersucht. Die BBC konnte den Ort verifizieren.
Am 28. März wies der ukrainische Präsidentenberater Oleksij Arestowytsch auf die Rechte von Kriegsgefangenen hin: „Ich möchte unsere militärischen und zivilen Verteidigungskräfte darauf hinweisen, dass die Misshandlung von Gefangenen ein Kriegsverbrechen ist, für das nach dem Kriegsrecht keine Amnestie und keine Verjährungsfrist besteht.“
Ukrainische Behörden nahmen Ermittlungen auf.
Ruslan Lewiew von der russischen OSINT-Organisation Conflict Intelligence Team äußerte die Vermutung, dass es sich bei den ukrainischen Soldaten um nicht vollständig ausgebildete Soldaten der Territorialverteidigung handeln könnte. Lewiew berichtete im April 2022, seine Organisation vertraue der Ukraine, weil sie schon zuvor bewiesen habe, dass sie Kriegsverbrechen der eigenen Seite untersucht und Konsequenzen zieht. Die russische Seite kündige dagegen nicht einmal an, die eigenen Kriegsverbrechen zu untersuchen. Darauf wies auch Julija Leonidowna Latynina im November 2022 hin; es sei eine Tatsache, dass in Russland diejenigen, welche im Donbass 2014 plünderten, belohnt worden seien, und in der Ukraine seien sie inhaftiert worden.
Eine im April 2022 auf Telegram veröffentlichte Videoaufnahme, deren Echtheit von der New York Times verifiziert wurde, zeigt, wie ein ukrainischer Soldat einen im Sterben liegenden russischen Soldaten erschossen hat. In dem Video ist auch ein erschossener russischer Soldat mit hinter dem Rücken zusammengebundenen Händen zu sehen.
Bis Ende Juli 2022 dokumentierte das UN-Menschenrechtsbüro OHCHR 13 Fälle von durch ukrainische Soldaten, Zivilisten und Angehörige der Territorialverteidigung der Ukraine begangener Gewalt mit sexuellem Bezug. Dabei handelte es sich in 12 Fällen um erzwungene Entblößung und im anderen Fall um das Androhen von sexueller Gewalt.
In Makijiwka bei Kreminna ereignete sich im Herbst 2022 ein per Video aufgenommener Vorfall, bei dem elf russische Soldaten sich vorgeblich ergaben, dann aber einer von ihnen das Feuer eröffnete. Was danach passierte, sei laut New York Times und Nowaja Gaseta unklar.
Weiter kann aus zu einem späteren Zeitpunkt aufgenommenen Bildern geschlossen werden, dass die Russen im weiteren Verlauf des Vorfalls starben. Sowohl das Vortäuschen einer Kapitulation (völkerrechtlich Heimtücke oder Perfidie) als auch das Erschießen von Kriegsgefangenen sind nach Genfer Konvention Kriegsverbrechen. Der Strafuntersuchungsexperte Iva Vukusic erklärte der New York Times, die entscheidende Frage sei, wann die Russen erschossen worden seien, nur aufgrund des Videos sei dies nicht klar. Wären sie in diesem Moment oder unmittelbar danach („in the heat of the moment“) erschossen worden, wäre es kein klares Kriegsverbrechen, wenn es später war, also als Rache nach der unmittelbaren Gefahr, dann schon. Bevor die russischen Soldaten untersucht worden seien, hätten die Ukrainer nicht wissen können, ob jene bewaffnet waren, so Vukusic weiter.

## Strafverfolgung
Den ersten Prozess gegen einen russischen Soldaten wegen Kriegsverbrechen kündigte die ukrainische Generalstaatsanwaltschaft Mitte Mai an. Ein 21-jähriger Russe in ukrainischer Kriegsgefangenschaft wurde beschuldigt, aus dem Fenster eines gestohlenen Autos heraus einen 62-jährigen Zivilisten, der im Dorf Tschupachiwka südlich von Sumy mit seinem Fahrrad unterwegs und Zeuge des Diebstahls war, getötet zu haben. Nach einem Angriff auf seinen Konvoi wollte der Beschuldigte zusammen mit vier Soldaten in dem gestohlenen Auto fliehen. Der russische Soldat wurde zu einer lebenslangen Haftstrafe wegen Kriegsverbrechen und Mord verurteilt.
Nachdem die USA bereits mit dem Amtsantritt von Präsident Trump am 25. Januar 2025 zahlreiche internationale Hilfsprogramme suspendiert hatten, wurde am 19. März 2025 die Unterstützung eines Dokumentationszentrums für russische Kriegsverbrechen an der Yale University definitiv eingestellt. Die Mitarbeiter hatten keinen Zugang mehr zur Datenbank, in der seit 2022 unter anderem die Schicksale von über 30.000 von Russland verschleppten ukrainischen Kindern dokumentiert worden sind. Informationen des Zentrums waren auch Europol und dem Internationalen Strafgerichtshof (IStGH) zur Verfügung gestellt worden. Zudem beendeten US-Behörden auch die Zusammenarbeit mit der für die Verfolgung von Kriegsverbrechen gegen die Ukraine zuständigen Stelle in der Agentur der Europäischen Union für justizielle Zusammenarbeit in Strafsachen.
Der Europarat will durch ein Abkommen mit der Ukraine ein Sondertribunal für das Verbrechen der Aggression gegen die Ukraine errichten. Da bei Kriegsbeginn weder der angreifende noch der angegriffene Staat Vertragspartei des Römischen Statuts waren, ist der IStGH nicht zuständig.

## Entschädigung und Kosten des Wiederaufbaus
Die Internationale Kommission für Schadenersatz für die Ukraine soll individuelle Entschädigungsansprüche von Kriegsopfern des russischen Überfalls auf die Ukraine seit 2022 bewerten, überprüfen und ausgleichen.
Die völkergewohnheitsrechtlich anerkannten Grundsätze der Staatenverantwortlichkeit begründen zudem Reparationsverpflichtungen Russlands gegenüber der Ukraine wegen des Verstoßes gegen das Gewaltverbot.

## Rezeption
Russland habe ganz zweifellos schreckliche Taten begangen, schrieb ein Autor der Washington Post, als es Kliniken, Ambulanzen sowie Wasser- und Elektrizitätsversorgungen angriff. Im Falle ziviler Gebiete und Zeitpunkte, in welchen sich die Ukraine in der Situation des Verteidigers befunden hatte, sei jedoch rein juristisch der Nachweis, dass es sich um Kriegsverbrechen handle, erschwert gewesen: Richard Weir von Human Rights Watch wies auf die Problematik „mit Bestimmtheit feststellbarer“ Kriegsverbrechen hin, wenn militärische Ausrüstung „vorhanden“ sei. Aber auch wenn es der Ukraine nicht möglich sei, alle Zivilisten in der Nähe von Verteidigungsstellungen in Sicherheit zu bringen, gebe es keinen Freipass für Russland; vielmehr gelte die Verpflichtung zur Verhältnismäßigkeit des Angriffs auf zivile Ziele, so Weir. Dasselbe betonte auch der Völkerrechtler William Schabas; es sei auch von Kriegsverbrechen zu sprechen, wenn bei einem Angriff mit geringem militärischem Wert zivile Verluste entstünden. Die Gefahr für Zivilisten steige zwar in dem Maße, wie die Ukraine Quartiere verteidige, aber eine Verantwortung der Ukraine nahezulegen, liege ihm aufgrund des defensiven Charakters ihrer Maßnahmen fern.
Eric Gujer sieht eine rücksichtslose Kriegsführung zur Demoralisierung des Gegners, vergleichbar wie im Tschetschenienkrieg 1994–1996, die sich allerdings auch im Umgang mit den eigenen Soldaten zeige.
Ein Grund für Verbrechen war in früheren Kriegen deren Dauer, was aber im Falle des Überfalls auf die Ukraine nach kürzester Zeit nicht der Fall sein könne; Morde, Vergewaltigungen, Plünderungen wurden bereits im ersten Monat des Krieges begangen. „Zu diesem Zeitpunkt konnten die Soldaten noch nicht des Krieges müde werden, sie konnten diesbezüglich keine Rachegefühle gegenüber den Ukrainern haben und es gab keine Kriminellen in ihren Reihen“, so der Historiker Boris Sokolow. Das Hauptmotiv war mutmaßlich das Gefühl der Straffreiheit.

### Zur Qualifikation als Genozid
Vor allem in den ersten Monaten des Krieges wiesen diverse Rechts- und Gesellschaftswissenschaftler wie Kristin Platt, Florian Jeßberger, Kai Ambos und David Simon darauf hin, dass für den juristischen Tatbestand des Völkermordes oder Genozids eine Vernichtungsabsicht gegen eine Menschengruppe nachzuweisen sei, was deutlich höhere Hürden stelle als der Nachweis eines Kriegsverbrechens. Der Jurist Manfred Nowak sah im Juli 2022 hinter dem russischen Vorgehen ein Ziel der „Eroberung, nicht der Vernichtung“.
Timothy Snyder vertrat im März 2022 die Auffassung, dass die russische Kriegsführung alle Kriterien für einen Genozid erfülle und Putin darüber hinaus diesen Genozid seit Jahren angekündigt habe. Schon eine Dekade zuvor habe Putin im Geiste von Carl Schmitt erklärt, Politik beginne mit „Freund oder Feind“; jeder, der die Zugehörigkeit der Ukraine zum Russki Mir nicht anerkenne, sei ein Feind. Am 21. Februar habe Putin erklärt, dass Russland das Recht habe, die von ihm selbst irrtümlich vorgenommene Bildung eines ukrainischen Staats rückgängig zu machen. „Entnazifizierung“ heiße nichts anderes als die Zerstörung der Ukraine.
Auch Eugene Finkel glaubt, dass in der Ukraine ein Genozid verübt werde, wegen Tötungen aufgrund der ukrainischen Identität der Opfer sowie der Rhetorik aus Moskau, welche die Absicht bestätige. Er schrieb 2024, der Gedanke, dass Russland die Ukraine als Nation zerstören wolle, sei mittlerweile Konsens in der Forschung.
Jonathan Leader Maynard (Dozent für internationale Politik am King’s College London) sagte Anfang April 2022, es sei noch zu früh, die „sehr klar vorhandenen“ russischen Gräueltaten Genozid zu nennen. Die „genozidale“ Denkweise Putins sei höchst problematisch.
Philippe Sands sah Anfang April 2022 Beweise für Kriegsverbrechen und die Vorgänge in Mariupol als ein Verbrechen gegen die Menschlichkeit. Die internationalen Gerichte stellten sehr hohe Anforderungen an den Nachweis der Absicht eines Genozids, was also über Verhaltensweisen, wie möglicherweise in Butscha geschehen, hinausgehe. Man müsse genau auf die nun folgenden Vorgänge in der Ostukraine achten.
Alex Hinton (Direktor des Centre for the Study of Genocide and Human Rights an der Rutgers University) sagte, es sei „quite likely“ („ziemlich wahrscheinlich“), dass Russland in der Ukraine einen Genozid begehe. Putin benutze eine genozidale Rhetorik.
Gregory Stanton, Professor für vergleichende Völkermordforschung, erklärte, es gebe in der Tat Beweise für die Absicht des russischen Militärs, in Teilen die ukrainische nationale Gruppe zu vernichten. Deshalb würden Zivilisten angegriffen. Die Genozid-Vorwürfe Putins bezeichnete er als Projektion eines Täters.
Die von Stanton gegründete Organisation Genocide Watch kam in ihrem Bericht vom 4. September 2022 zu dem Schluss, dass ein Genozid von Russland an ethnischen Ukrainern stattfinde. Sie empfahl vollumfängliche Waffenlieferungen an die Ukraine, die Erhöhung der Hilfe des UNHCR in benachbarten Ländern, die Entsendung von Ermittlern des Internationalen Gerichtshofs und ein Verfahren gegen Russland wegen Verletzung der Völkermordkonvention vor dem Internationalen Gerichtshof.

## TV-Reportagen
- Spiegel TV: Als Putin den Tod nach Butscha brachte auf YouTube, 6. Juli 2022 (Laufzeit: 23 Min.).
- Die Schytomyr-Autobahn: Todesfalle bei Kiew. In: ZDF, Frontal, 5. Juli 2022 (Text; Video 45 Min.).
- Arndt Ginzel: Die verschwundenen Kinder von Cherson. Auf der Spur eines Kriegsverbrechens. In: ZDFzoom, 23. Februar 2023 (44 Min.).
- Olesia Bida, Vitaliy Gavura: Uprooted: An investigation into Russia’s abduction of Ukrainian children. In: YouTube, The Kyiv Independent, 18. Juli 2023 (engl., 54 Min.).